# Massaker von Oradour

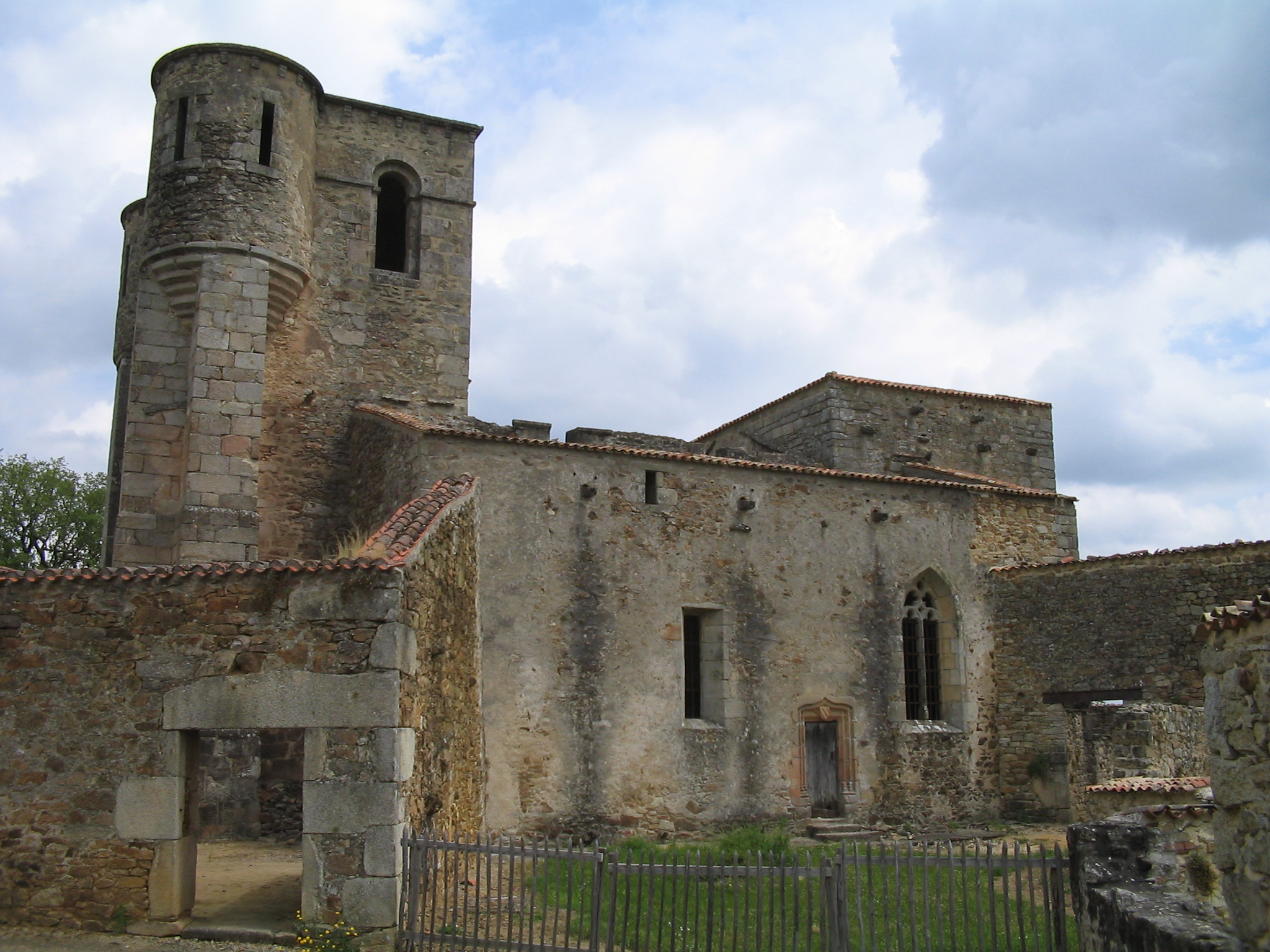
Die Ruine der Kirche von Oradour-sur-Glane

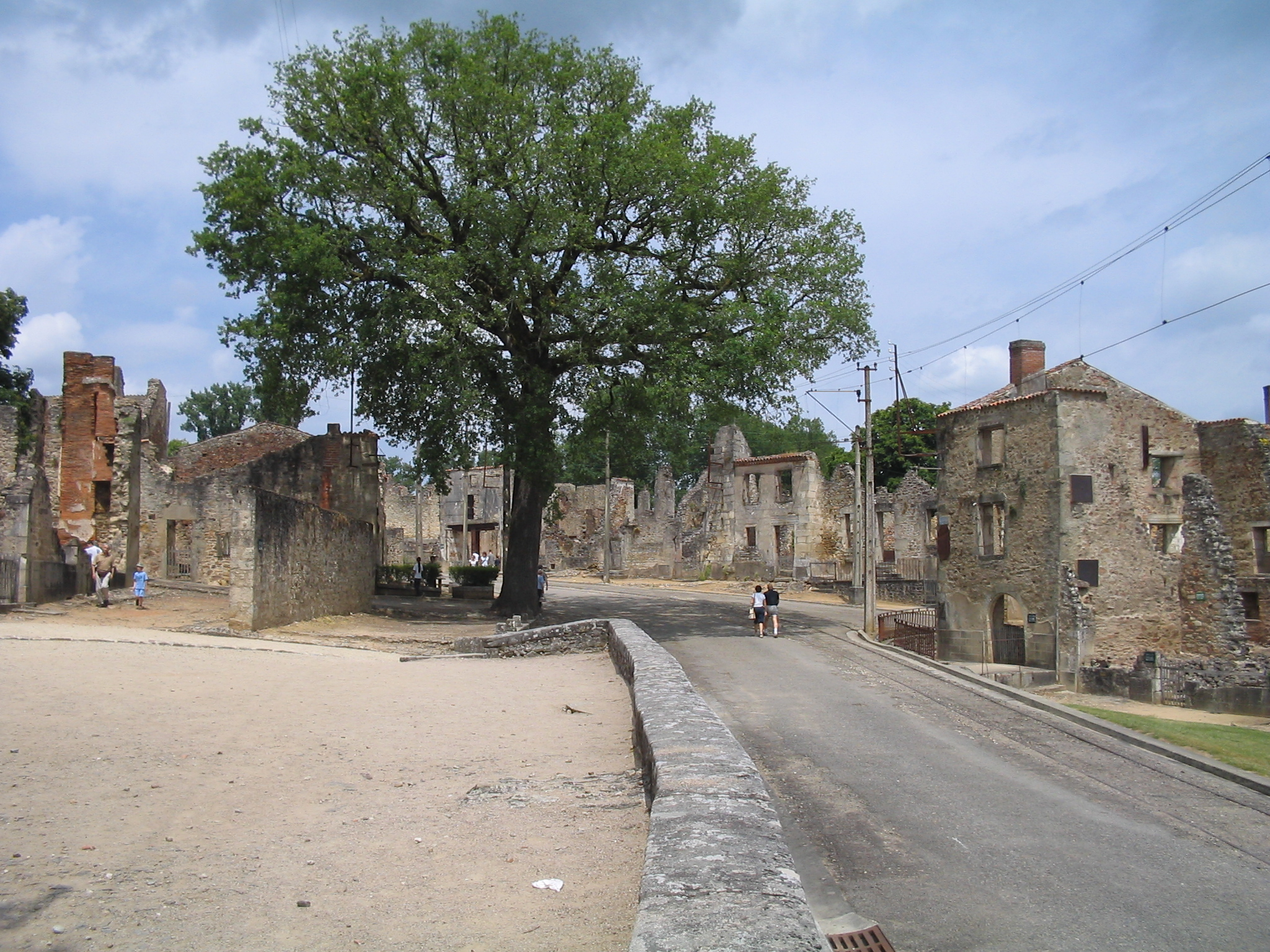
Oradour-sur-Glane: Blick von Süden. Links die Ruine der Kirche; am rechten Rand der Straße die Gleise der Straßenbahn mit der darüberliegenden Oberleitung

Das Massaker von Oradour am 10. Juni 1944 war ein durch die Waffen-SS verübtes Kriegsverbrechen an der Bevölkerung des französischen Dorfes Oradour-sur-Glane. Nahezu alle Einwohner wurden dabei ermordet. Das Dorf wurde völlig zerstört.
Es war mit 643 Opfern das zahlenmäßig verheerendste Massaker in Westeuropa.
Im Jahr 1953 wurden in Frankreich 21 SS-Soldaten wegen der Teilnahme an dem Massaker teils zum Tode, teils zu Haftstrafen verurteilt. Die Todesurteile wurden in Haftstrafen umgewandelt, einige aus dem Elsass stammende SS-Männer amnestiert und die letzten Verurteilten 1959 entlassen. In der Bundesrepublik Deutschland wurden zwar verschiedene Ermittlungsverfahren eingeleitet, jedoch letztlich niemand angeklagt und die Verantwortung alleine dem 1944 kurz nach dem Massaker in der Normandie gefallenen SS-Offizier Adolf Diekmann zugewiesen, der die Durchführung des Massakers befehligt hatte. 1983 wurde in der DDR mit Heinz Barth ein beteiligter SS-Offizier unter anderem wegen des Massakers zu lebenslanger Haft verurteilt.
Die Ruinen des Dorfes wurden nach dem Krieg zum historischen Denkmal erklärt und blieben somit erhalten. Sie sind heute Mahn- und Gedenkstätte mit dem angeschlossenen Dokumentationszentrum Centre de la mémoire. Das heutige Oradour-sur-Glane wurde nordwestlich neben dem zerstörten Dorf neu aufgebaut.

## Vorgeschichte
Am 7. Juni 1944 befahl der Oberbefehlshaber West, Generalfeldmarschall Gerd von Rundstedt: „Die Entwicklung der Bandenlage im Zentral-Massiv während der letzten Tage und Stunden erfordert sofortiges und rücksichtloses Zuschlagen starker Kräfte. Hierzu werden dem Militärbefehlshaber in Frankreich mit sofortiger Wirkung unterstellt: […] die 2. SS-Panzerdivision mit allen verfügbaren Teilen. Sie ist sofort antretend in den Raum Tulle – Limoges zu führen.“ Hintergrund war vermutlich die Erschießung von 47 Gefangenen in Tulle durch französische Partisanen der FTP. Am 8. Juni folgte, aufgefordert durch den Wehrmachtsführungsstab unter General Alfred Jodl, ein weiterer Befehl des Oberbefehlshabers West, „mit äußerster Schärfe und ohne Nachsicht“ gegen Partisanen vorzugehen: „Zur Wiederherstellung von Ruhe und Sicherheit, sind schärfste Maßnahmen zu ergreifen, zur Abschreckung der Bewohner dieser dauernd verseuchten Gebiete, denen endlich die Lust vergehen muss, die Widerstandsgruppen aufzunehmen und sich von ihnen regieren zu lassen, und zum warnenden Beispiel für die gesamte Bevölkerung. Rücksichtslose Härte ist in diesem kritischen Augenblick unerlässlich, um die Gefahr im Rücken der kämpfenden Truppe zu beseitigen und größere Blutopfer der Truppe und in der Zivilbevölkerung für die Zukunft zu verhüten.“ Die 2. SS-Panzerdivision „Das Reich“ war damit zur Partisanenbekämpfung in einem definierten Einsatzraum befohlen und, wie auch die anderen Einsatzkräfte im südfranzösischen Raum, zu abschreckenden Maßnahmen und rücksichtsloser Härte auch gegen die Zivilbevölkerung aufgefordert.

### 2. SS-Panzer-DivisionDas Reichim Raum Toulouse-Montauban
Die 2. SS-Panzer-Division „Das Reich“ war im Februar/März 1944 von der Ostfront nach Südfrankreich verlegt worden, um dort personell aufgefrischt und neu ausgerüstet zu werden. Die 18.000 Mann starke Division machte sich im Mai und Juni 1944 für eine hohe Zahl an getöteten Kämpfern des französischen Widerstandes, in besonderem Maße aber für eine Reihe von Mordtaten an Zivilisten verantwortlich, unter denen das Massaker in Oradour-sur-Glane den Höhepunkt darstellt.
Die 2. SS-Panzer-Division umfasste etwa 18.000 Mann, darunter 900 frisch rekrutierte Elsässer, verteilt auf fünf Regimenter und einige Spezialabteilungen.
Mit ihren 64 Panzer V Panther und 62 Panzer IV, 30 Sturmgeschützen III, etwa 300 Halbkettenfahrzeugen und ihrer schweren Artillerie war sie kurz vor Beginn der Invasion in der Normandie voll ausgestattet.
Der Divisionsstab unter Leitung des SS-Gruppenführers und Generalleutnants der Waffen-SS Heinz Lammerding hatte seinen Sitz in Montauban, etwa 55 Kilometer nördlich von Toulouse.
Die SS-Division beteiligte sich bereits in dieser Zeit zusammen mit Einsatzgruppen der regionalen SD-SiPo an der sogenannten „Bandenbekämpfung“. U. A. nahm eine Truppe der Division am 12. Mai 1944 442 Männer und 8 Frauen der Stadt Figeac gefangen und verschleppte sie auf Lastkraftwagen verladen nach Montauban.
Von dort wurden die Menschen nach Deutschland in die Konzentrationslager Dachau, Neuengamme und Ravensbrück sowie in Arbeitslager deportiert. 170 Männer und drei Frauen kehrten nicht mehr zurück.
In Frayssinet-le-Gélat (Département Lot) erschienen am 21. Mai 1944 drei Kolonnen der Division Das Reich unter Führung des SS-Sturmführers Otto Erich Kahn (1907–1977). Nachdem ein deutscher Soldat in einem Haus getötet worden war, erhängten die Soldaten eine Achtzigjährige sowie deren beide Nichten. Eine weitere Frau wurde erschossen.
Schließlich wählten die SS-Männer zehn Männer aus und erschossen sie.
Eine andere Abteilung der Division „Das Reich“ überfiel am selben Tag Lacapelle-Biron (Département Lot-et-Garonne) und ließ alle 47 Männer im Alter von 16 bis 60 Jahren nach Deutschland deportieren. Aus den Konzentrationslagern Dachau und Mauthausen kehrte nur die Hälfte wieder zurück.
Im Mai 1944 hatten die blutigen Ausschreitungen und die organisierten Plünderungen der SS-Division ein solches Ausmaß angenommen, dass sich der Kommandant des Heeresgebiets Südfrankreich, General Ernst Dehner, wie auch der Verbindungsstab 626 (Toulouse) beim Kommandierenden General des LVIII. Panzerkorps, Walter Krüger, beschwerten. Dieser deckte jedoch das Verhalten der Division: Nur „allerschärfstes Durchgreifen“ sei „am Platze“ und „im Kampfeseifer Härten nicht vermeidbar“.

### Vormarsch der 2. SS-Panzer-Division

#### 8.–9. Juni 1944: Gefechte und Massaker am Fluss Dordogne

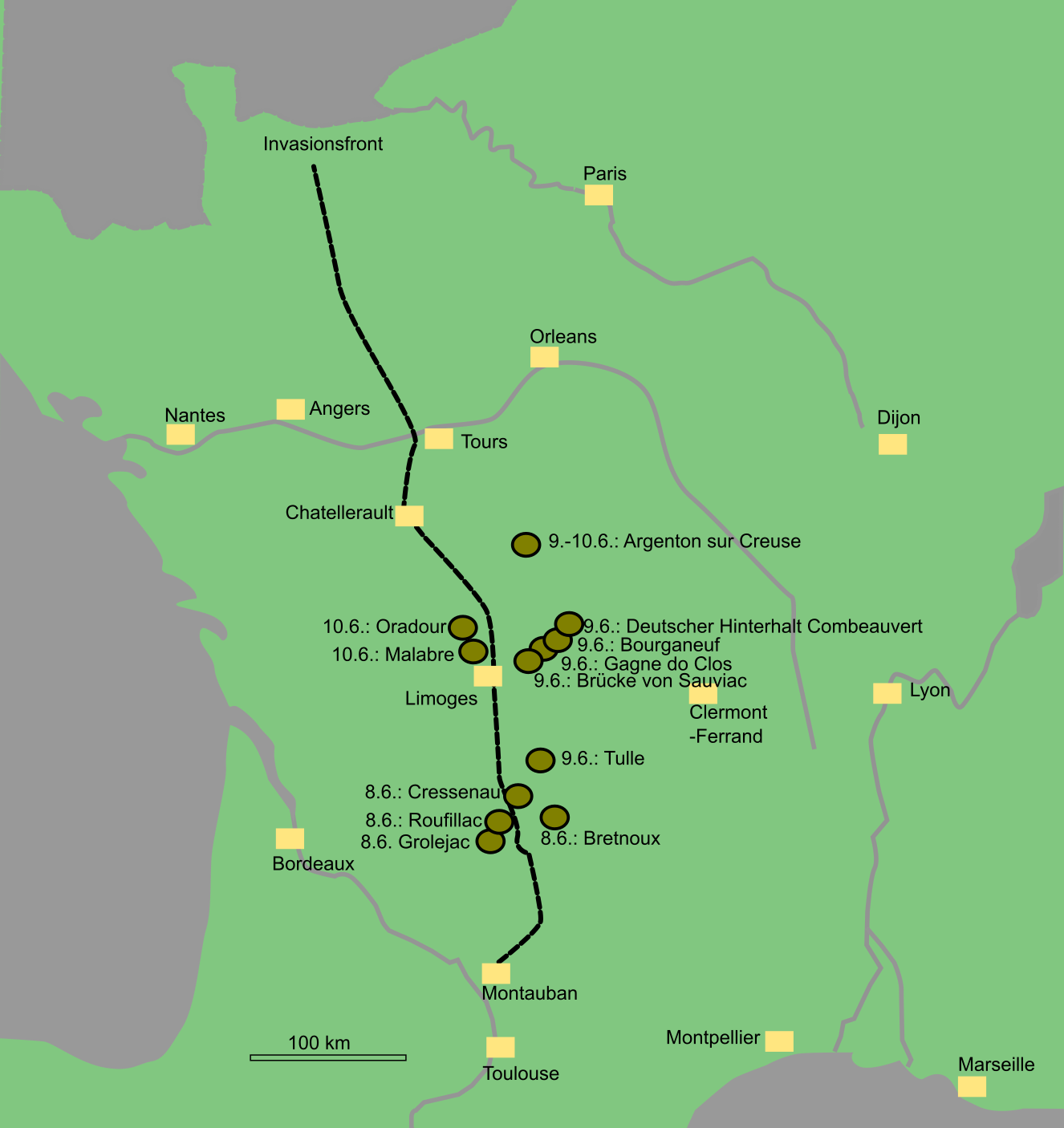
Der Marschweg der SS-Panzerdivision „Das Reich“ zur Normandiefront – Orte und Daten

Am frühen Morgen des 8. Juni starteten 1.400 Fahrzeuge aus ihren Lagerplätzen rund um Montauban. Gegen 8 Uhr erreichte das 1. Bataillon des 4. SS-Panzergrenadier Regiments „Der Führer“ unter dem Befehl von SS-Sturmbannführer Adolf Diekmann mit seinen Halbkettenfahrzeugen die Brücke über die Dordogne bei Groléjac.
Hier stellte sich ihnen eine 19 Köpfe starke Kampfgruppe der Forces françaises de l’intérieur (FFI) entgegen. Von ihnen fielen sieben Männer nach kurzem Kampf.
Auf der anderen Nordseite der Brücke fuhr die Kolonne zunächst irrtümlich nach dem drei Kilometer entfernten Carsac-Aillac. Unter dem Feuer der Vorausfahrzeuge starben 13 Zivilisten, darunter ein geflüchteter jüdischer Arzt und ein achtzigjähriger Mann.
Sieben Kilometer weiter längs der Dordogne traf die Kolonne bei Rouffilac auf eine Barrikade. Es starben dort ein Maquisard und 15 Zivilisten; zwei Frauen wurden östlich des Ortes erschossen.
Weiter auf der RN 20 in Cressensac hatten 18 Maquisards der FFI einen Hinterhalt gelegt.
Bei dem Gefecht fielen acht von ihnen.
Am folgenden Tag standen SS-Einheiten um 6:30 Uhr vor der Brücke von Bretenoux. Maquisards verteidigten die Brücke drei Stunden, um den deutschen Vormarsch auf Tulle zu verzögern.
Am Ende waren 19 von 25 Verteidigern der Brücke gefallen, dazu 13 unbewaffnete Zivilisten. Die Häuser und Geschäfte der Stadt wurden geplündert, fünf Bauernhöfe niedergebrannt.

#### 9. Juni 1944: Massaker von Tulle
In Tulle, Hauptort des Départements Corrèze, standen auf deutscher Seite, untergebracht in der Kaserne Champ de Mars, etwa 300 Mann des 3. Bataillons des 95. Sicherungsregiments, dazu kamen noch 600 oder 700 Mann der vichy-französischen Gardes Mobiles und der Miliz hinzu.
Am frühen Morgen des 7. Juni griffen die FTP mit 520 Kämpfern die deutsche Garnison und die französischen Polizeikräfte an. Um 11 Uhr ergaben sich die vichy-französischen Kräfte und erhielten freies Geleit aus der Stadt.
Um 13:30 Uhr hatten deutsche Truppen den nur kurzzeitig von den FTP besetzten Bahnhof wieder eingenommen und 18 Bahnwärter erschossen.
Sie verschanzten sich an drei Stellen der Stadt, in der École Normale, der Waffenfabrik und der Souilhac-Schule. Die FTP setzten gegen 3 Uhr den Hauptstützpunkt der Deutschen, die École Normale, in Brand. Neun Männer des SD-SiPo wurden erschossen, 122 deutsche Soldaten getötet, verwundet oder von ihrer Einheit als vermisst gemeldet.
Das Schicksal der vermissten deutschen Soldaten wurde 79 Jahre später durch einen Augenzeugen aufgeklärt. Der damals neunzehnjährige Edmond Réveil war Mitglied der FTP-Einheit, die Tulle angegriffen hatte. Er berichtete im Alter von 98 Jahren gegenüber französischen Medien, dass 47 deutsche Soldaten und eine französische Kollaborateurin von seiner Einheit aus Tulle abgeführt und am 12. Juni 1944 in einem Wald des etwa 50 Kilometer entfernten Dorfes Meymac erschossen und verscharrt worden seien. Dort waren im Jahre 1967 bei einer Ausgrabung die Überreste von 11 Getöteten gefunden worden. Der Volksbund Deutsche Kriegsgräberfürsorge bemüht sich derzeit in Zusammenarbeit mit dem Französischen Nationalen Büro für Kombattanten und Kriegsopfer (ONACVG), den Ort zu lokalisieren und weitere Überreste umzubetten. Am 16. August 2023 soll mit Ausgrabungen an einer Stelle begonnen werden, an der mittels Bodenradar-Untersuchungen „metallische Anomalien“ festgestellt worden sind.
Kurz darauf erfuhren die FTP von der herannahenden SS-Einheit und verließen die Stadt.
Am folgenden Tag, dem 9. Juni 1944, übte die SS-Division „Das Reich“ im Massaker von Tulle massive Vergeltung für den militärischen Erfolg des französischen Widerstandes.
Als Racheaktion erhängten Soldaten der Panzerdivision 99 willkürlich aus der Einwohnerschaft herausgegriffene Geiseln.

#### 9. Juni 1944: Massaker von Combeauvert
Das III. Bataillon des 4. SS-Panzergrenadier Regiments „Der Führer“ unter dem Befehl von SS-Sturmbannführer Helmut Kämpfe sollte am 8. Juni das 15 Kilometer östlich von Limoges gelegene Saint-Léonard-de-Noblat, (Haute-Vienne) erreichen. Am Morgen des 9. Juni brach das Bataillon in Richtung des 70 Kilometer entfernten, von Widerstandskämpfern am 7. Juni befreiten Guéret auf. Guéret war Sitz der Präfektur des Département Creuse und erster befreiter Metropolitanort Frankreichs. Die deutsche Garnison, Mitglieder des Verbindungsstabs 896 sowie eine Gruppe Feldgendarmerie, zusammen etwa 75 Mann, war mit Verlusten von 7 Mann vertrieben worden. Für den 9. Juni war die Rückeroberung durch Wehrmachtsgruppen vorgesehen, die zu 10 getöteten Kämpfern und 6 ermordeten Zivilisten führte. Aufgabe des SS-Bataillons war es, Zugänge und Fluchtwege zu versperren. Bei Sauviat-sur-Vige wurden die Fahrzeuge gegen 6:30 Uhr durch die gesprengte Vige-Brücke aufgehalten. Bei Gasne du Clos versperrten Baumstämme die Weiterfahrt. Die deutschen Halbkettenfahrzeuge nahmen einen fliehenden LKW der Résistance unter Feuer. Es wurden drei Widerstandskämpfer erschossen, ihre Leichen verbrannt.
Weil ein Offizier verwundet wurde, versammelte die SS-Truppe alle Männer von Bourganeuf als Geiseln. Der Bürgermeister Francois Gros, ein Elsässer, verhandelte erfolgreich um die Freilassung.
Im weiteren Verlauf legte das Bataillon in der Nähe von Combeauvert einen Hinterhalt an der Kreuzung der Straße nach Guéret und der Straße von Pontarion nach Janaillat. Hier wurden 33 französische Kämpfer der Résistance erschossen. Ihre Leichen wurden rund um die Kreuzung gefunden.
Auf dem Rückweg nach Saint-Léonard-de-Noblat wurde der alleine und seiner Truppe vorausfahrende SS-Sturmbannführer Helmut Kämpfe gegen 21 Uhr angehalten, entführt und später getötet.

#### 9. bis 10. Juni 1944: Massaker von Argenton-sur-Creuse und der Benzinzug
Argenton-sur-Creuse ist eine Kleinstadt mit (1944) etwa 6.000 Einwohnern im Département Indre, ein wichtiger Eisenbahnknotenpunkt für den Nord-Süd- und Ost-Westverkehr südlich der Loire. Am Morgen des 9. Juni hatten Kämpfer der Résistance das Rathaus und den Bahnhof besetzt. Im Osten der Stadt erreichten sie bei Petit Nice einen deutschen Benzinzug, dessen Kesselwagen mit 200.000 Liter Benzin für die 2. SS-Panzerdivision „Das Reich“ bestimmt waren. Die deutsche Begleitung des Zuges von 28 Mann wurde festgesetzt, wobei zwei Maquisards getötet und zwei deutsche Soldaten verwundet wurden. Die deutschen Soldaten wurden von den Maquisards nach Dampierre verbracht. Dort sind sie von der „Kampfgruppe Stenger“ am 24. Juli im Verlaufe des Massakers von Dampierre befreit worden.
Die 15. Kompanie des SS-Panzergrenadier-Regiments 4 „Der Führer“ unter Führung von Hauptsturmführer Rudolf Haeffkes (1907–1945) erreichte den Ort von Südwesten her gegen 18 Uhr. Ihr weiteres Eingreifen forderte das Leben von 11 Maquisards und 56 Zivilisten. 12 Personen fielen gegen 18 Uhr im Kampf, 4 Personen wurden gegen 20 Uhr in der Rue Saint Antoine getötet, zur gleichen Zeit 11 Personen, darunter eine Frau und zwei Mädchen in der Rue du 9 juin, 5 Personen in der Avenue Rollinat, 2 Personen in der Rue de l’Abattoir, an verschiedenen Stellen 12 weitere Personen, darunter zwei Frauen, in der Rue de Maroux wurden 7 Personen hingerichtet. Am folgenden Tag wurden 12 Geiseln, die die Nacht über in Limoges gefangen waren, im Steinbruch Gramagnat bei Malabre erschossen.
Der Benzinzug wurde in der Nacht des 9. auf den 10. Juni in das 35 Kilometer entfernte Châtellerault weitergeleitet. Mitglieder zweier Jedburgh-Teams der Operation Bulbasket, die am frühen Morgen des 6. Juni und am 8. Juni nur wenige Kilometer nördlich von Argenton-sur-Creuse mit dem Fallschirm abgesetzt worden waren, erfuhren von diesem Zug durch lokale Maquisards. Einer der Jedburghs fuhr noch am 10. Juni mit dem Fahrrad nach Châtellerault und konnte den schwer bewachten und getarnten Zug einen Kilometer westlich der Stadt lokalisieren. Die Jedburghs meldeten dies am 11. Juni um 17 Uhr nach England, woraufhin der Benzinzug noch am selben Abend bombardiert und zerstört werden konnte. Diese Aktion hat den nachfolgenden Vormarsch der SS-Panzerdivision "Das Reich" zur Normandiefront um vermutlich drei Wochen verzögert. Sie war nur wegen der Opfer möglich, die Resistancekämpfer und Bewohner von Argenton-sur-Creuse erbracht hatten.

## Verlauf des Massakers

### Der Ort

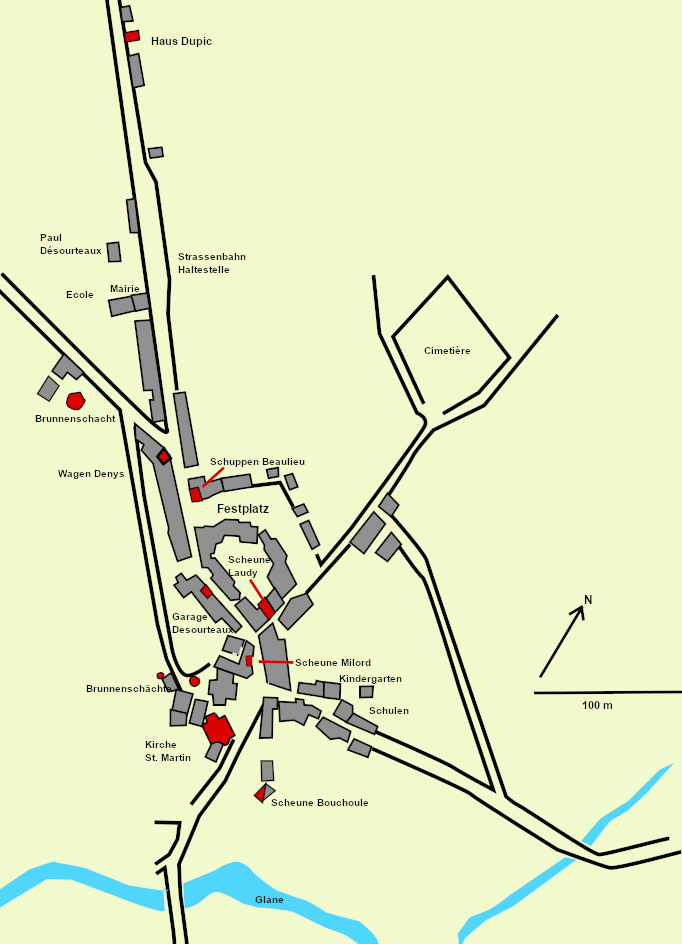
Karte des Dorfes Oradour. Rot markiert sind Orte, an denen Massaker stattfanden oder an denen Opfer gefunden wurden.

Das Dorf Oradour-sur-Glane, ein regionaler Marktort, liegt 22 Kilometer nordwestlich von Limoges am Flüsschen Glane. Die Gemeinde Oradour-sur-Glane im Département Haute Vienne, Region Limousin, hatte 1936 laut der damaligen Volkszählung 1574 Einwohner. Hiervon lebten aber nur 300 im Dorf Oradour, das von den Einheimischen auch le bourg (sinngemäß etwa „das Marktdorf“) genannt wurde. Die übrigen Einwohner der Gemeinde wohnten in umliegenden Weilern und Gehöften. Die Bevölkerung wuchs im Krieg beträchtlich an. Gleich nach Kriegsbeginn waren lothringische Familien in den freien Teil Frankreichs geflüchtet und hatten in Oradour eine Unterkunft gefunden. Weitere Menschen waren vor Razzien und Verfolgung aus Limoges und anderen Städten nach Oradour geflohen. Im Jahr 1944 hatte das Dorf Oradour offiziell 405 Einwohner. Die Kinder des Dorfes und der umgebenden Weiler besuchten die drei Schulen und den Kindergarten in Oradour.
Oradour dehnte sich in nördlicher Richtung über 700 Meter aus, in östlicher Richtung bis 300 Meter. Die romanische Dorfkirche Saint-Martin steht am südlichen Ortseingang. Über eine eingleisige Straßenbahnlinie war der Ort mit Limoges verbunden.

### Abriegelung des Dorfes
Am 10. Juni hielt kurz vor 14 Uhr die 3. Kompanie des I. Bataillons des SS-Panzergrenadier-Regiments 4 „Der Führer“ mit rund 150 Mann aus Limoges kommend südöstlich von Oradour. Von hier aus begann die Truppe sofort, die Weiler und die Umgebung entlang der Landstraße Richtung Oradour zu durchkämmen. Männer, Frauen und Kinder wurden in den Ort getrieben. Ein Teil der Truppe erreichte Oradour am südlichen Ortseingang, durchquerte das Dorf und umstellte den Ort aus der Gegenrichtung. Zur gleichen Zeit drangen Einheitsangehörige in die Häuser Oradours ein und zwangen die Bewohner, sich auf dem Festplatz zu versammeln. Das nunmehr abgeriegelte Einsatzgebiet der „Säuberungsaktion“ (zone de ratissage) erstreckte sich dabei mit einem bis zwei Kilometer weit über die nördliche und östliche Ortsgrenze hinaus. Es war zugleich der vor dem Einsatz festgelegte Todesraum („éspace de la mort“). Schließlich befanden sich auf dem Markt- und Festplatz am nordöstlichen Dorfrand neben Männern, Frauen und Kleinkindern auch die Kinder der Schulen und des Kindergartens, ein Teil von ihnen aus den umliegenden Weilern und Dörfern.

### Massaker an den Männern
Der Bürgermeister Oradours, der Arzt Paul Desourteaux (1872–1944), wurde aufgefordert, Geiseln zu benennen, was er ablehnte und stattdessen sich und seine Söhne anbot. Die Soldaten trennten die Männer von Frauen und Kindern. Die Frauen und Kinder wurden zur Kirche gebracht.
Dann teilten die SS-Männer, angeblich wegen einer Durchsuchung des Ortes, die versammelten Männer in Gruppen und verbrachten sie in die Scheunen „Bouchoule“, „Laudy“ und „Milord“, den Schuppen „Beaulieu“ und die Garage „Désourteaux“. Auf ein Signal des Kompanieführers Otto Erich Kahn hin eröffneten Soldaten an allen Gebäuden gleichzeitig das Feuer auf die versammelten Männer. Anschließend töteten sie die noch Lebenden aus nächster Nähe, bedeckten die Körper mit brennbarem Material und steckten sie in Brand, um spätere Identifizierungen und Registrierungen zu verhindern.

### Massaker an den Frauen und Kindern in der Kirche

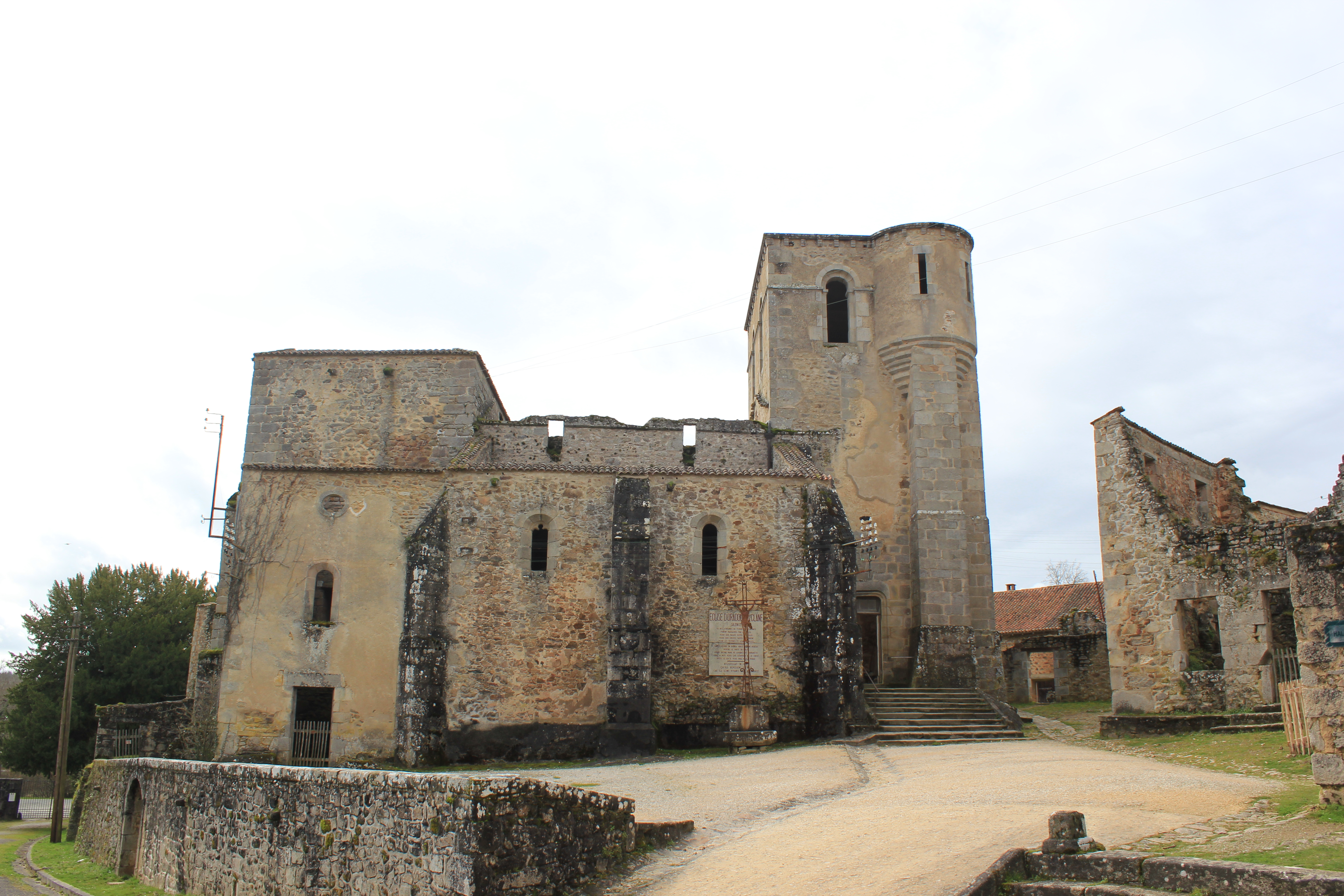
Ansicht der Kirche von Norden, Blick auf den Haupteingang im Turm

Nach dem Massaker an den Männern brachten SS-Männer gegen 16 Uhr eine große Kiste in die Kirche, in der die Frauen und Kinder warteten. Aus der Kiste ragten Schnüre heraus, die über den Boden verliefen. SS-Männer setzten diese Zündschnüre in Brand, worauf „dicker schwarzer und erstickender Rauch“ aus der Kiste stieg, wie die Zeugin Marguerite Rouffanche berichtete (siehe unten). Es handelte sich um ein Behältnis mit Nebeltöpfen, die weißen Phosphor freisetzen. Dieser reagiert mit der Luftfeuchtigkeit unter starker Hitzeentwicklung zum Atemgift Phosphorpentoxid. Die Reaktion findet dort besonders heftig statt, wo Menschen durch Schwitzen und Atmen Feuchtigkeit abgeben. So töteten Rauch und Hitze die in Panik befindlichen Opfer. Zugleich schossen die SS-Männer durch Fenster und Türen in die Menge und warfen Handgranaten. Gestühl, Beichtstühle und Altäre entzündeten sich und Teile der Gewölbe stürzten ein.
Der zum Zeitpunkt der Morde 17 Jahre alte A. Heinrich, ein Beteiligter des Massakers in der Scheune Laudy, sagte im Jahre 1956 vor der Münchner Staatsanwaltschaft aus: „Anschließend [an das Laudy-Massaker] trafen wir uns an der Kirche. Wir bekamen den Auftrag, mit unseren Maschinengewehren durch die Kirchentür auf die Frauen und Kinder zu schießen. Es war ein furchtbares Schreien und Weinen. Voller Verzweiflung versuchten manche Frauen ins Freie zu kommen. Sie wurden aber alle erschossen.“

### Ermordung weiterer Personen
Die Kirche und die sechs Gebäude, in denen die zuvor auf dem Festplatz versammelten Männer erschossen wurden, waren die zentralen, aber nicht die einzigen Orte des Mordens. Von Beginn des Einsatzes an wurde auf Personen geschossen, die zu fliehen versuchten: „Die SS rannte [in der Umgebung der Weiler] über die Felder und versteckte sich in den Hecken, um diejenigen zu überraschen, die versuchten, sich zu verdrücken. Die Bauern mussten ihre Arbeit aufgeben. Schüsse fielen. Mehrere Menschen wurden erschossen.“ Die SS-Männer töteten darüber hinaus in Häusern angetroffene bettlägerige und alte Menschen sowie Personen, die sich zunächst hatten verstecken können. Frauen und Männer der umliegenden Dörfer kamen im Laufe des Nachmittags und Abends in den Ort und suchten nach ihren Kindern, welche die Schulen Oradours besuchten. Sie wurden ebenso getötet wie Personen, die sich dem Ort auch nur näherten.
Nach wenigen Stunden waren 643 Menschen tot, der Ort stand in Flammen.

### Auffinden der Leichen
Familienangehörige der Opfer und die Mitglieder der in Oradour eingesetzten Rettungs- und Bergungsmannschaften betraten nach dem Massaker die Ruinen und entdeckten die Überreste der Opfer. Im Garten der Denis-Wagenscheune wurde eine Grube entdeckt, in der 25 Leichen vergraben waren, darunter diejenige des Bürgermeisters und Arztes Desourteaux. In der Scheune Milord fand man 7 Leichen, dazu verbrannte Gebeine, in der Scheune Bouchoule ebenso verbrannte Gebeine und Überreste von Männern, Frauen und Kindern, in der Garage Desourteaux verbrannte Gebeine. In der Scheune Laudy traf man 30 teilweise kalzinierte Leichen von ausschließlich Männern an, in der Scheune von Beaulieu waren es 20 bis 25 Leichen. Auch die Überreste der in der Kirche Ermordeten waren so sehr verbrannt, dass keine Identifizierung oder Quantifizierung möglich war. Im Schuppen des Pfarrhauses fand man die Leichen von acht Kindern und zwei Frauen und im Pfarrgarten zwei isolierte Gruben mit den sterblichen Überresten von zwei Frauen.
In der Nähe des Nebeneingangs der Kirche lagen in einer Grube zehn Leichen und menschliche Überreste von weiteren fünfzehn Personen (Pos. 28). Auch die Leiche der Frau, die mit Madame Rouffanche aus dem Chorfenster gesprungen war, wurde gefunden, ebenso wie ihr Baby. Von den drei Priestern Oradours fehlt jede Spur. In den Gärten waren Brunnen und Gruben mit Leichen angefüllt. Die Leiche des Automechanikers Marcelin Poutaraud (1911–1944) wurde an einem Zaun gefunden. Er war erschossen worden, als er aus der Scheune Laudy zu fliehen versuchte.
Der Eisenbahningenieur Jean Pallier betrat am Morgen nach dem Massaker die Kirche, als er seine Frau und seine Kinder suchte.

„Es gibt keine Worte, um eine solche Abscheulichkeit zu beschreiben. Obwohl der Oberbau der Kirche und der Glockenturm vollständig abgebrannt waren, hatten die Gewölbe des Langhauses dem Feuer standgehalten. Die meisten Leichen waren verkohlt. Aber einige hatten, obwohl sie bis zur Asche verbrannt waren, ihre menschliche Gestalt behalten. In der Sakristei standen zwei kleine Jungen von zwölf oder dreizehn Jahren ineinander verschlungen, vereint in einem letzten Schreckensschub. Im Beichtstuhl saß ein kleiner Junge mit nach vorne geneigtem Kopf. In einem Kinderwagen lagen die Überreste eines acht oder zehn Monate alten Babys. Ich konnte es nicht länger ertragen und kehrte, während ich wie ein Betrunkener ging, in den Weiler Bordes zurück.“

## Opfer und Überlebende

Inschrift am privaten Denkmal in Oradour: „Grabstätte für die 642 Opfer des Massakers von Oradour-sur-Glane – Erinnere dich“. Seit 2020 sind 643 Todesopfer offiziell anerkannt.

Der Bericht der französischen Regierung vom 3. Januar 1946, der dem Nürnberger Tribunal vorlag, erwähnt die ersten offiziellen Schätzungen der Opferzahlen. Schätzungen von 800 bis 1000 Todesopfern galten zunächst als vorsichtig, waren aber zu hoch angesetzt. Der Bericht selbst geht davon aus, dass es mehr als 700 Opfer gab. In dem Bericht werden 635 Opfer namentlich aufgeführt. Für 52 von ihnen wurde eine Sterbeurkunde ausgestellt, weil die Leiche identifiziert werden konnte. Die anderen 583 konnten nur als vermisst registriert werden, weil ihre durch Brand und Geschosse verstümmelten Leichen nicht mehr zu identifizieren waren. 562 Opfer waren laut dem Bericht Einwohner der Gemeinde Oradour-sur-Glane, davon 393 Einwohner des Dorfes Oradour. Jeweils mehr als 10 Opfer stammten aus den umliegenden Weilern Bellevue, Le Repaire, Les Brandes, Les Bregères, Les Mas du Puy, Puy Gaillard, Le Repaire und Les Bordes.
Heute sind 643 Todesopfer namentlich bekannt – 190 Männer, 246 Frauen und 207 Kinder. 117 der Opfer waren Flüchtlinge aus anderen Regionen Frankreichs, darunter 39 Lothringer. Etwa 30 waren Flüchtlinge aus dem Ausland, davon 19 Spanier (Flüchtlinge des Spanischen Bürgerkriegs), 8 Italiener und 3 polnische Juden. Man war lange Zeit von 642 Opfern ausgegangen, bis der katalanische Historiker David Ferrer Revull im Jahr 2019 ein weiteres Opfer identifizieren konnte: die Spanierin Ramona Dominguez-Gil, die als Flüchtling nach Oradour gekommen war und im Alter von 73 Jahren bei dem Massaker starb. Sie wurde anschließend offiziell als das 643. Todesopfer anerkannt. Im Internet wurden Listen und Kurzbiografien der 643 Opfer publiziert.
Bei dem Massaker wurden ganze Familien ausgelöscht, beispielsweise die junge Familie von Félix Aliotti (1915–1944). Er selbst starb, von Schüssen getroffen, in der Scheune Laudy. Seine Frau Cléa Charlotte (1921–1944) sowie die drei Töchter – die 4 Jahre alte Christiane, die noch nicht 2 Jahre alte Marie-Christine und die 2 Monate alte Michèle – starben in der Kirche.

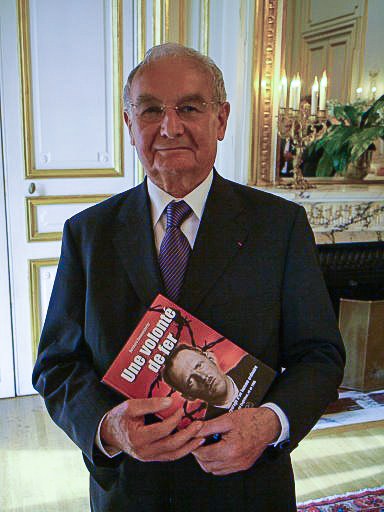
Robert Hébras (2008)

Nur wenige Menschen überlebten das Massaker. Fünf Männer überlebten die Exekutionen in den Scheunen und Garagen: Mathieu Borie, Clement Broussaudier, Jean Marcel Darthout, Robert Hébras und Yvon Roby, die aus der Scheune Laudy entkommen konnten. Nur eine Frau, Marguerite Rouffanche, überlebte das Massaker in der Kirche. Etwa 20 Personen gelang die Flucht aus dem Ort. Sie versteckten sich in den Gemüsegärten oder erreichten einen nahe gelegenen Wald. Eine Gruppe Straßenbahnpassagiere, die Oradour am frühen Abend erreichte, wurde zunächst festgenommen und später freigelassen.
Die Zahl der Überlebenden kann nicht genau bestimmt werden und hängt auch davon ab, ob man die Straßenbahnpassagiere zu den Überlebenden rechnet. Der Historiker Hellmuth Auerbach nannte 1997 die Zahl von 36 Überlebenden. Jean-Jacques Fouché schrieb in seinem Buch über das Massaker von Oradour (2001), 45 Menschen – einschließlich der 12 Straßenbahnpassagiere – hätten das Massaker überlebt.
Robert Hébras (1925–2023) schloss sich nach dem Massaker dem Widerstand an und trat nach dem Krieg als Buchautor hervor. Er wurde bekannt für seine Bemühungen um die Aussöhnung zwischen Frankreich und Deutschland. Hébras wurde vielfach geehrt; unter anderem wurde ihm das Bundesverdienstkreuz verliehen. Am 11. Februar 2023 starb er als letzter Überlebender des Massakers von Oradour.

## Berichte Überlebender (Auswahl)

### Jean-Marcel Darthout
Jean-Marcel Darthout (1924–2016) konnte aus der Scheune Laudy entkommen. Am frühen Nachmittag des 10. Juni 1944 hatte der 20-jährige Darthout vor dem Friseursalon am Ortseingang gestanden, als die SS-Kolonne die Glane-Brücke erreichte. Er kehrte zu seinem Haus zurück und beobachtete, wie die Soldaten die Bewohner zusammentrieben. Er versuchte vergeblich, durch die Gärten zu fliehen, als die Soldaten bereits den Ort umstellten. Kurz darauf wurden er, seine Frau und seine Mutter aus dem Haus gezwungen und zum Festplatz gebracht. Als die Soldaten Frauen und Kinder von den Männern trennten, umarmte er die beiden Frauen das letzte Mal: „Ich ahnte nicht im geringsten, was uns bevorstand“.
Die Soldaten brachten ihn gemeinsam mit etwa 40 Männern in die Scheune Laudy – angeblich, um währenddessen den Ort zu durchsuchen. Als die Männer die Scheune erreicht hatten, suchte er sich einen Platz im hinteren Teil des Gebäudes. Soldaten fegten den Boden vor dem Eingang der Scheune, um dort zwei Maschinengewehre in Stellung zu bringen. Nach etwa zehn Minuten eröffneten die Soldaten das Feuer auf die Männer. „Ich wurde von der ersten Salve von zwei Kugeln in die Waden getroffen und brach zusammen. Dann bekomme ich zwei weitere Kugeln in die Schenkel. Dann fallen meine Kameraden auf mich. Innerhalb von Sekunden liegen alle auf dem Boden und ich bin mit Leichen bedeckt. Das Maschinengewehr schießt weiter. Mitten in einem Höllenlärm höre ich die Klagen und das Wimmern der Verwundeten. Ich liege niedergeschlagen auf dem Boden. Das Blut meiner Kameraden tropft auf mich herab. Von Zeit zu Zeit höre ich das Geräusch eines Verschlusses, der gespannt wird, dann der Schuss und dann … nichts mehr. Meinen Kopf in den Staub gedrückt warte auch ich auf den Gnadenschuss.“ Die Soldaten bemerkten nicht, dass er noch lebte. Sie bedeckten die Opfer mit brennbarem Material und verließen die Scheune. Die SS-Männer kehrten zurück und entzündeten das Feuer auf den Opfern.
Darthout und vier weitere Männer flohen aus der Scheune, um den Flammen zu entkommen. Sie flohen von einem Versteck zum nächsten. Am Ende seiner Kräfte, stürzte Darthout bei der Flucht über den Marktplatz. Er robbte weiter bis zu einem Busch. Dort versteckte sich auch Armand Sénon, der wegen eines gebrochenen Beines im Bett gelegen hatte und bei der Razzia übersehen worden war. Am Abend, als er Personen im örtlichen Dialekt sprechen hörte, rief Darthout um Hilfe. Drei Männer aus der Gegend transportierten den Verletzten daraufhin mit einer Schubkarre zu einem Bauernhof. Die Nacht verbrachten sie in einem Weizenfeld. Er könne, so berichtete der Überlebende später, „nicht mit Worten ausdrücken, was ich physisch und seelisch in dieser Nacht gelitten habe“.
Darthouts Frau und seine Mutter wurden in der Kirche getötet.

### Yvon Roby
Der 18-jährige Yvon Roby zählte ebenfalls zu denen, die aus der Scheune der Madame Laudy entkamen. Am 28. November 1944 schilderte er dem Unterpräfekten des Départements Haute Vienne das gemeinsame Überleben mit seinen Kameraden:

„Nachdem sie uns ins Innere des Gebäudes gebracht hatten, blieben vier Soldaten an der Tür stehen und richteten Maschinengewehre hin und her schwenkend auf uns, um uns am Handeln zu hindern. Sie redeten miteinander und lachten, während sie ihre Waffen prüften. Plötzlich, fünf Minuten nachdem wir die Scheune betreten hatten, schienen sie auf ein Signal zu reagieren. Nach einem lauten Knall, den ich als vom Festplatz kommend identifizierte, schrien sie laut und eröffneten das Feuer. Sie feuerten auf uns. Die ersten, die niedergeschossen wurden, wurden von den Körpern, die auf sie fielen, vor den folgenden Salven geschützt. Ich warf mich platt auf den Bauch und hielt meinen Kopf in den Armen. Währenddessen prallten die Kugeln an der Wand ab, an der ich mich befand. Staub und Kies erschweren mir das Atmen. Die Verletzten schreien, andere rufen nach ihren Frauen und Kindern. Plötzlich hört das Maschinengewehrfeuer auf, die Henker steigen auf unsere Körper und erledigen aus nächster Nähe mit Hilfe von Revolvern die Verwundeten, die sie noch zappeln sehen. Ich warte mit Angst auf die Kugel, die für mich bestimmt ist. Ich bin am linken Ellbogen verwundet. Um mich herum verstummen die Schreie, die Schüsse werden seltener. Endlich ist es still. Die Henker legten alles, was sie an Brennbarem um sich herum finden konnten, auf uns: Stroh, Heu, Bändsel, Leitern, Seitenwände von Wagen etc. Nun waren aber nicht alle um mich herum tot. Einige leise Worte werden zwischen denjenigen gewechselt, die unverletzt sind, und jenen, die nur verletzt waren. Ich drehte meinen Kopf leicht und sah einen meiner armen Kameraden auf der Seite liegen, blutüberströmt und immer noch sich bewegend. Wird mein Schicksal das gleiche sein? Schritte sind zu hören, die Deutschen sind zurückgekehrt. Sie zünden den Strohhaufen an, der uns bedeckt. Die Flammen breiten sich aus und greifen schnell auf den ganzen Schuppen über. […]
Die Luft wurde unerträglich. Dann bemerkte ich ein Loch in einer Wand, das ziemlich weit vom Boden entfernt war. Es gelang mir, mich hineinzuzwängen, und ich flüchtete auf einen benachbarten Dachboden. Dort traf ich auf vier meiner Kameraden: Broussaudier, Darthout, Hébras und Borie. Ich kroch unter einen Haufen Stroh und Strohhalme. Ich schob mich unter einen Haufen Bohnen, der neben mir lag. Borie und Hébras verstecken sich hinter den Strohbündeln. Broussaudier kauert sich in eine Ecke. Darthout, der von vier Kugeln in die Beine getroffen wurde blutet aus allen Körperteilen und bittet mich, ihm einen Platz neben mir zu überlassen. Wir lehnen uns aneinander wie zwei Brüder und warten ängstlich, auf jedes Geräusch achtend von draußen. Leider war unser Martyrium noch nicht zu Ende. Plötzlich kommt ein Deutscher herein, bleibt vor dem Strohhaufen stehen, der uns Schutz bietet, und zündet ihn an. Ich halte den Atem an. Wir machen keinen Mucks, kein Geräusch, keine Bewegung. Aber die Flammen brennen an meinen Füßen. Ich lege mich auf Darthout, der regungslos liegen bleibt. Ich riskiere einen Blick; der SS-Mann ist weg. In diesem Moment durchquert Broussaudier den Dachboden, er hat einen neuen Ausgang gefunden.“

Anschließend schilderte Roby, wie er gemeinsam mit Broussaudier fliehen konnte. Er übernachtete in einem Roggenfeld. Am nächsten Tag kam er um 11 Uhr nach Hause, er wohnte bei seinen Eltern in dem Weiler Foret-Basse.

### Marguerite Rouffanche
Marguerite Rouffanche (1897–1988) war die einzige Überlebende des Massakers in der Kirche von Oradour. Zum Zeitpunkt des Massakers war sie 47 Jahre alt. Sie erlitt fünf Schusswunden und benötigte ein Jahr zur Rekonvaleszenz. Bei dem Massaker verlor sie ihre Eltern, ihren Mann, ihren Sohn, beide Töchter und einen Enkel im Alter von sieben Monaten. Am 28. Dezember 1944 machte sie gegenüber dem Unterpräfekten von Rochechouart, Guy Pauchou, folgende Aussage, die der Service de Recherche de Crimes de Guerre ennemis de la Police Judiciaire (SRCGE) übernahm:

„Gegen 14 Uhr am 10. Juni 1944, nachdem sie in mein Haus eingedrungen waren, forderten mich deutsche Soldaten auf, ich sollte mich mit meinem Mann, meinem Sohn und meinen Eltern und meinen beiden Töchtern auf den Marktplatz begeben. Dort waren viele Einwohner von Oradour versammelt, wobei von allen Seiten noch Männer, Frauen, Kinder und Jugendliche hinzukamen sowie die Schulkinder, die in Gruppen eintrafen. Die Deutschen teilten uns in zwei Hälften: Auf der einen Seite die Frauen und die Kinder, auf der anderen Seite die Männer. Die erste Gruppe, zu der ich gehörte, wurde von bewaffneten Soldaten zur Kirche geführt. Dazu gehörten alle Frauen der Stadt, vor allem die Mütter. Sie betraten die heilige Stätte, indem sie ihre Babys auf den Armen trugen oder sie in ihren Kinderwagen schoben. Dazu gehörten auch alle Kinder aus den Schulen. Die Zahl der Anwesenden kann auf mehrere hundert geschätzt werden. Wir warteten in der heiligen Stätte zusammen und wurden immer unruhiger. Wir waren besorgt über das Ende der Vorbereitungen, denen wir beiwohnten. Gegen 16 Uhr kamen Soldaten, die etwa 20 Jahre alt waren, in die Kirche. Im Kirchenschiff, in der Nähe des Chors, stellten sie eine große Kiste auf aus der Schnüre heraus auf den Boden hingen. Als die Schnüre angezündet wurden, wurde das Feuer in der Kiste entfacht. Es kam zu einer heftigen Explosion; dicker schwarzer und erstickender Rauch wurde freigesetzt. Die Frauen und Kinder eilten halberstickt und vor Entsetzen schreiend in die Teile der Kirche, in denen die Luft noch atembar war. So kam es, dass die Tür der Sakristei unter dem Druck der angstvollen Menge eingedrückt wurde. Ich ging in den Raum und setzte mich resignierend auf eine Treppenstufe. Meine Tochter gesellte sich zu mir. Die Deutschen bemerkten, dass der Raum bezogen worden war. Sie erschossen brutal alle, die dort Zuflucht suchten. Meine Tochter wurde neben mir durch einen Schuss von außen getötet. Ich verdankte mein Leben der Idee, die Augen zu schließen und den Tod vorzutäuschen.
In der Kirche brach eine Schießerei aus. Dann wurden Stroh, Bündel, Stühle auf die Leichen geworfen, die auf den Bodenfliesen lagen. Ich war dem Gemetzel entkommen und hatte keine Verletzungen erlitten. Ich nutzte eine Rauchwolke, um mich hinter den Hauptaltar zu schleichen. In diesem Teil der Kirche gibt es drei Fenster. Ich ging zum größten, dem mittleren, und benutzte eine Trittleiter, die zum Anzünden der Kerzen diente. Ich weiß nicht, wie ich es geschafft habe, aber meine Kräfte waren überwältigend. Ich zog mich hoch, so gut ich konnte. Als das Fenster zerbrach, stürzte ich durch die Öffnung, die sich mir bot. Ich sprang über drei Meter tief und lief dann weg in den Garten des Pfarrhauses. Als ich aufblickte, bemerkte ich, dass eine Frau mir beim Klettern aus der Kirche gefolgt war. Sie stand auf dem Fenstersims und hielt mir ihr Baby hin. Sie ließ sich neben mich fallen. Die Deutschen, die durch die Schreie des Kindes alarmiert wurden, schossen mit Maschinenpistolen auf uns. Meine Gefährtin und das Kind wurden getötet. Ich selbst wurde verwundet, als ich in den nahegelegenen Garten rannte. Ich versteckte mich zwischen den Reihen von Erbsen und wartete ängstlich auf Hilfe. Erst am nächsten Tag gegen 17 Uhr wurde ich erlöst.“

### Armand Senon
Der Überlebende Armand Senon berichtete von der Hinrichtung einer Gruppe junger Männer:

„Unmittelbar nach der Versammlung auf dem Festplatz sah ich dort eine Gruppe von sechs bis sieben jungen Männern, die ihre Fahrräder an der Hand hielten. Sie waren von deutschen Soldaten umringt. Einer ließ sie eine Weile warten, dann kam eine Gruppe aus dem Dorf und er schien denjenigen, die sie bewachten, Befehle zu erteilen. Sie ließen die Männer ihre Fahrräder an der Straße abstellen. Sie wurden an der Mauer des Festplatzes entlanggeführt und vor das Haus der Schmiede von Herrn Beaulieu gebracht. Dort wurden sie mit einem Maschinengewehr erschossen.“

### Paul Doutre
Paul Doutre (1923–2013) war zum Zeitpunkt des Massakers 21 Jahre alt. Er hatte sich dem Service du travail obligatoire, dem Pflichtarbeitsdienst zum Einsatz in der deutschen Kriegswirtschaft, entzogen. Deshalb zog er es vor, der Aufforderung, zum Festplatz zu gehen, nicht zu folgen. Er konnte sich verstecken, obwohl er bewacht wurde:

„Ich sah von meinem Fenster aus, das hinter den Fensterläden versteckt war, meine Eltern auf dem Weg zum Festplatz. Ich flüchtete daraufhin in die Werkstatt hinter meinem Haus. Das Haus wurde vom Feuer erfasst. Ich versuchte, aus meinem Versteck zu kommen, um einige Gegenstände und Papiere zu retten, die mir wichtig waren. Deutsche Soldaten entdeckten mich und zwangen mich mit vorgehaltener Waffe, in mein Versteck zurückzugehen. Sie bewachten die Tür, um mich an der Flucht zu hindern. Als ich sah, dass die Flammen den Raum bedrohten, in dem ich mich befand, gelang es mir, der Überwachung, deren Objekt ich war, zu entkommen. Ich floh in den Garten und versteckte mich dort in einem Gemüsebeet. Plötzlich stürzte das Dach ein, und die Deutschen dachten, ich sei tot. Als sie ihre Wache verließen, gingen sie an mir vorbei und ich hörte, wie einer von ihnen ‚Kaputt‘ sagte.“

## Strafverfolgung

### Bordeaux-Prozess 1953
Im Januar 1953 wurde der Prozess über die Verbrechen von Oradour-sur-Glane vor einem Militärtribunal in Bordeaux eröffnet. Ihm standen der Zivilrichter Marcel Nussy Saint-Saëns (1906–1973) und sechs Militärangehörige vor. In den Jahren zuvor waren 64 ehemalige Mitglieder der dritten Kompanie (von 150) als beteiligt identifiziert worden. Von ihnen standen nun 21 vor Gericht, davon 14 Franzosen aus dem Elsass und aus Lothringen, von Letzteren 13 zwangsweise zur Waffen-SS eingezogen, einer freiwillig. Sieben Deutsche und zwei Elsässer waren seit 1945 in Haft. Weitere 44 ehemalige SS-Angehörige waren namentlich beklagt, aber nicht anwesend.
Die französische Verordnung vom 28. August 1944 Ordonnance du 28 août 1944 relative à la répression des crimes de guerre bot zunächst nur für ausländische Angeklagte anwendbare Rechtsgrundlage. Auf Druck der Kommunistischen Partei Frankreichs beschloss die Nationalversammlung am 15. September 1948 eine Modifizierung der Verordnung, die nun auch französische Staatsbürger zur Verantwortung ziehen lassen sollte. Das Gesetz, das insbesondere auf die kollektive Verantwortung abhob, kollidierte jedoch mit den Grundsätzen des französischen Strafrechts, das nur die individuelle Schuld kennt. Deshalb wurden auch die Artikel 9–10 der Constitution of the International Military Tribunal des Nürnberger Prozesses gegen die Hauptkriegsverbrecher hinzugezogen. Dem gemäß waren alle Angehörigen einer Einheit, die einer wie die Waffen-SS als verbrecherisch erklärten Organisation angehörte, bei einem kollektiv begangenen Verbrechen als Mittäter anzusehen, es sei denn, sie waren nachweisbar zwangsverpflichtet worden oder konnten ihre Nichtbeteiligung nachweisen. An diesen für die Trägerstaaten des Prozesses rechtsverbindlichen Erklärungen hatten zwei prominente französische Ankläger mitgewirkt, François de Menthon und Edgar Faure. Am 3. August 1950 hatte schließlich der Cour de Cassation die Rechtmäßigkeit der Anklageerhebung bestätigt.
Am 13. Februar 1953 verurteilte das Gericht den deutschen Karl Lenz zum Tode, vier zu Zwangsarbeit, einen sprach es frei. Von den Elsässern wurde der Freiwillige Georges René Boos (1923–2015) zum Tode verurteilt, neun zu Zwangsarbeit und fünf zu Gefängnisstrafen. Zwangsarbeit und Gefängnisstrafen reichten von fünf bis zwölf Jahren.
Im Vorfeld und verstärkt während des Prozesses gab es einen starken Druck der elsässischen Öffentlichkeit und Politik, die elsässischen Angeklagten vom Vorwurf der kollektiven Verantwortung freizusprechen. Sie seien wie 40.000 weitere junge Elsässer seit 1942 zwangsweise in die Wehrmacht und SS gezogen worden. Unter diesem öffentlichen Druck war noch am 11. Februar 1953 in Bordeaux der Entwurf eines Amnestiegesetzes vorbereitet worden, das am 18. Februar in der Nationalversammlung beschlossen und zwei Tage später verkündet wurde. Die Amnestie (Loi du 20 février 1953 portant amnistie) entlastete die elsässischen Angeklagten, die mit Ausnahme von Boos am 24. Februar in die Freiheit entlassen wurden. Die Todesurteile für Lenz und Boos wurden in Haftstrafen umgewandelt, 1959 wurden sie und die übrigen Deutschen amnestiert.

### Reaktion der Opferangehörigen
Wegen des Amnestiegesetzes von 1953 standen die Überlebenden, die Opferangehörigen und ihr Verband jahrzehntelang in Konflikten mit dem französischen Staat: Sie forderten die Rückgabe der Gedenkstätte von der Regierung und schickten die erhaltenen Medaillen zurück. Staatsbeamten wurde der Zugang zu Gedenkfeiern verweigert. Charles de Gaulle hatte Oradour zwar am 4. März 1945 und am 20. Mai 1962 besucht, doch zu den Gedenkfeiern wurde bis zu François Mitterrands Besuch am 10. Juni 1994 kein französischer Präsident empfangen. Die Opferangehörigen weigerten sich, die Asche der Märtyrer in die Krypta des Denkmals zu überführen, das der Staat zu diesem Zweck errichtet hatte. Mehrere Jahre lang war eine Liste aller Parlamentsmitglieder, die für die Amnestie gestimmt hatten, gut sichtbar am Eingang des Dorfes unter dem Satz Oradour, souviens toi! (Oradour, erinnere dich!) aufgehängt.

### Ermittlungsverfahren in Deutschland
Die Bundesrepublik Deutschland zog niemanden wegen des Massakers strafrechtlich zur Verantwortung. Weder wurden Beschuldigte zum Prozess nach Frankreich überstellt, da nach Art. 16 des Grundgesetzes kein Deutscher an das Ausland ausgeliefert werden darf, noch kam es in der Bundesrepublik zu einer Verurteilung.
Es gab zwar eine Reihe von Ermittlungsverfahren, die aber sämtlich nicht zur Anklageerhebung führten. Die Begründung zur Einstellung der Verfahren stützte sich auf die umfänglichen Ermittlungsergebnisse der zuständigen Staatsanwaltschaft in Dortmund, wonach der damalige Bataillonskommandeur, der am 29. Juni 1944 in der Normandie gefallene SS-Sturmbannführer Adolf Diekmann, die alleinige Verantwortung trage.
Ein erster Antrag Frankreichs auf Auslieferung des ehemaligen Divisionskommandeurs Heinz Lammerding wurde erst 1960 gestellt, nachdem der Abgeordnete Jean Montalat (Corrèze) festgestellt hatte, dass Lammerding an Treffen der Hilfsgemeinschaft auf Gegenseitigkeit der Angehörigen der ehemaligen Waffen-SS (HIAG) 1956 in Düsseldorf, 1958 in Hildesheim und 1959 in Arolsen teilgenommen hatte. Die deutsche Antwort an die französische Botschaft wurde im Januar 1961 mündlich übermittelt: Deutschland liefere keine Staatsbürger aus. Nach „den der Bundesrepublik vorliegenden Unterlagen und im Zusammenhang mit den Gerichtsverfahren in Bordeaux“ sei offenkundig, dass Lammerding „persönlich nicht an den in Frage stehenden Vorkommnissen beteiligt“ gewesen sei. Im November 1961 legte der Leitende Oberstaatsanwalt von Nordrhein-Westfalen einen Vorprüfungsvorgang (AR-Vorgang) zur Frage an, „ob der frühere General“ an den „Vorgängen [sic] in Oradour-sur-Glane“ beteiligt gewesen sei. Lammerding nämlich hatte als Antwort auf die Vorwürfe der französischen Presse hinsichtlich seiner Verantwortung für die Massaker von Tulle und Oradour die Flucht nach vorn angetreten. Im Dezember 1961 ließ er seinen Anwalt in Düsseldorf eine Stellungnahme abgeben, in der er seine Unschuld erklärte. Louis Boré, ein Augenzeuge des Massakers in Tulle erstattete daraufhin Anzeige gegen Lammerding. Zum gleichen Zeitpunkt leitete die Düsseldorfer Staatsanwaltschaft nun ein Ermittlungsverfahren gegen Lammerding wegen Verdacht des Mordes ein und gab es an die Dortmunder Zentralstelle für die Bearbeitung nationalsozialistischer Massenverbrechen ab, die von nun an gegen den Bauunternehmer ermittelte. Anfang Juni 1962 kündigte sich eine neunköpfige Delegation aus Frankreich an, der u. a. Martial Beaubreuil angehörte, zusammen mit seinem Bruder Maurice einer der Überlebenden des Massakers. Zu mehr als einer Pressekonferenz im Düsseldorfer Hauptbahnhof kam es dabei nicht.
In der Folge spielte die Zentrale Rechtsschutzstelle eine traurige Rolle. Die Bundesbehörde war 1950 gegründet worden, um im Ausland gefangen gehaltenen Deutschen Rechtsschutz zu gewähren. Ihr Leiter, der Rechtsanwalt Hans Gawlik, ehedem ein nationalsozialistischer Karrierejurist, hielt gegenüber der Staatsanwaltschaft die für ein Klageverfahren notwendigen Dokumente zurück. Gawlik teilte Lammerdings Anwalt sogar mit, er sei in Frankreich nie wegen Oradour angeklagt gewesen. Die Dortmunder Zentralstelle als Schwerpunktstaatsanwaltschaft wandte sich daraufhin an das Auswärtige Amt mit der Bitte, bei den französischen Stellen darauf hinzuwirken, dass ihr das Lammerding belastende Material zur Verfügung gestellt werde. Im März 1963 erhielt die Dortmunder Zentralstelle die französischen Unterlagen, die aber kein Belastungsmaterial enthielten. Überdies sei Lammerding „pas compris dans les poursuites“ (nicht Betroffener der Anklage) gewesen. Am 12. März 1964 stellte die Dortmunder Zentralstelle das Verfahren schließlich ein. Die Beweise reichten „letztlich nicht aus, ihm eine strafrechtliche Beteiligung an den Ausschreitungen [sic] in Oradour nachzuweisen“. Es hätten sich „keine hinreichenden Anhaltspunkte dafür ergeben, daß der Beschuldigte den Befehl zum Einsatz der verstärkten 3. Kompanie des Panzergrenadier-Regiments ,Der Führer‘ gegeben“ habe.
Lammerding lebte weiterhin unbehelligt als erfolgreicher Bauunternehmer in Düsseldorf. Dies hatte auch Konsequenzen für weitere Täter: Gegen den ehemaligen SS-Hauptsturmführer und Führer der Täterkompanie Otto Erich Kahn wurde nie ermittelt.
Mitte der 1970er Jahre spürte der Staatssicherheitsdienst – in der DDR verantwortlich für die Ermittlung von NS-Verbrechen – Heinz Barth auf. Zunächst wurde gegen ihn nur wegen seiner Beteiligung an Erschießungen in der Tschechoslowakei ermittelt; nach einigen Jahren stießen Ermittler auf seine Beteiligung am Massaker in Oradour. Barth war als SS-Obersturmführer der Führer des 1. Zuges der 3. Kompanie des Panzergrenadier-Regiments „Der Führer“ gewesen. 45 Soldaten waren ihm unterstellt, denen er u. a. den Befehl gab, 20 Männer zu erschießen, die in einer Garage eingesperrt waren. Ihm wurde 1983 vor dem Ersten Strafsenat des Stadtgerichts Berlin der Prozess gemacht. Barth wurde zu lebenslanger Haft verurteilt.
Damit blieb er der einzige Täter, der von einem deutschen Gericht verurteilt wurde. 1997 wurde er im wiedervereinten Deutschland aus dem Gefängnis entlassen. Aufgrund seiner schweren Kriegsverletzungen (er hatte ein Bein verloren) erhielt er zeitweise eine Kriegsopferrente, die ihm aber nach Protesten und der Änderung des Bundesversorgungsgesetzes (BVG) entzogen wurde. Barth starb im August 2007.
2011 begannen die Staatsanwaltschaft Dortmund und das Landeskriminalamt Nordrhein-Westfalen Ermittlungen wegen Mordverdachts gegen sechs ehemalige Angehörige der 3. Kompanie des Panzer-Grenadier-Regiments „Der Führer“.
Anfang Dezember 2011 wurde auf Veranlassung der Zentralstelle für die Bearbeitung von nationalsozialistischen Massenverbrechen in Nordrhein-Westfalen eine Hausdurchsuchung in den Wohnungen von sechs mutmaßlich am Massaker von Oradour-sur-Glane Beteiligten in Nordrhein-Westfalen, Niedersachsen, Hessen und Brandenburg durchgeführt.
Auf Veranlassung der Zentralstelle fanden im Januar 2013 Ermittlungen in Oradour-sur-Glane statt. Deutsche Beamte waren gemeinsam mit französischen Ermittlern vor Ort.
Im Januar 2014 wurde von der Dortmunder Staatsanwaltschaft Anklage gegen einen mutmaßlich beteiligten, 88-jährigen Kölner erhoben. Das Landgericht Köln lehnte im Dezember 2014 jedoch die Eröffnung des Hauptverfahrens gegen den nunmehr 89-jährigen Rentner ab, weil ihm eine aktive Beteiligung an den Morden wahrscheinlich nicht mehr nachzuweisen sei. Das Oberlandesgericht Köln hat mit Beschluss vom 12. Juni 2015 die Entscheidung des Landgerichts Köln bestätigt.
Damit ist die Ablehnung der Eröffnung des Hauptverfahrens rechtskräftig geworden.
2002 wurde in einer Studie Helmut Schreiber als Mitverantwortlicher genannt.

## Gedenken

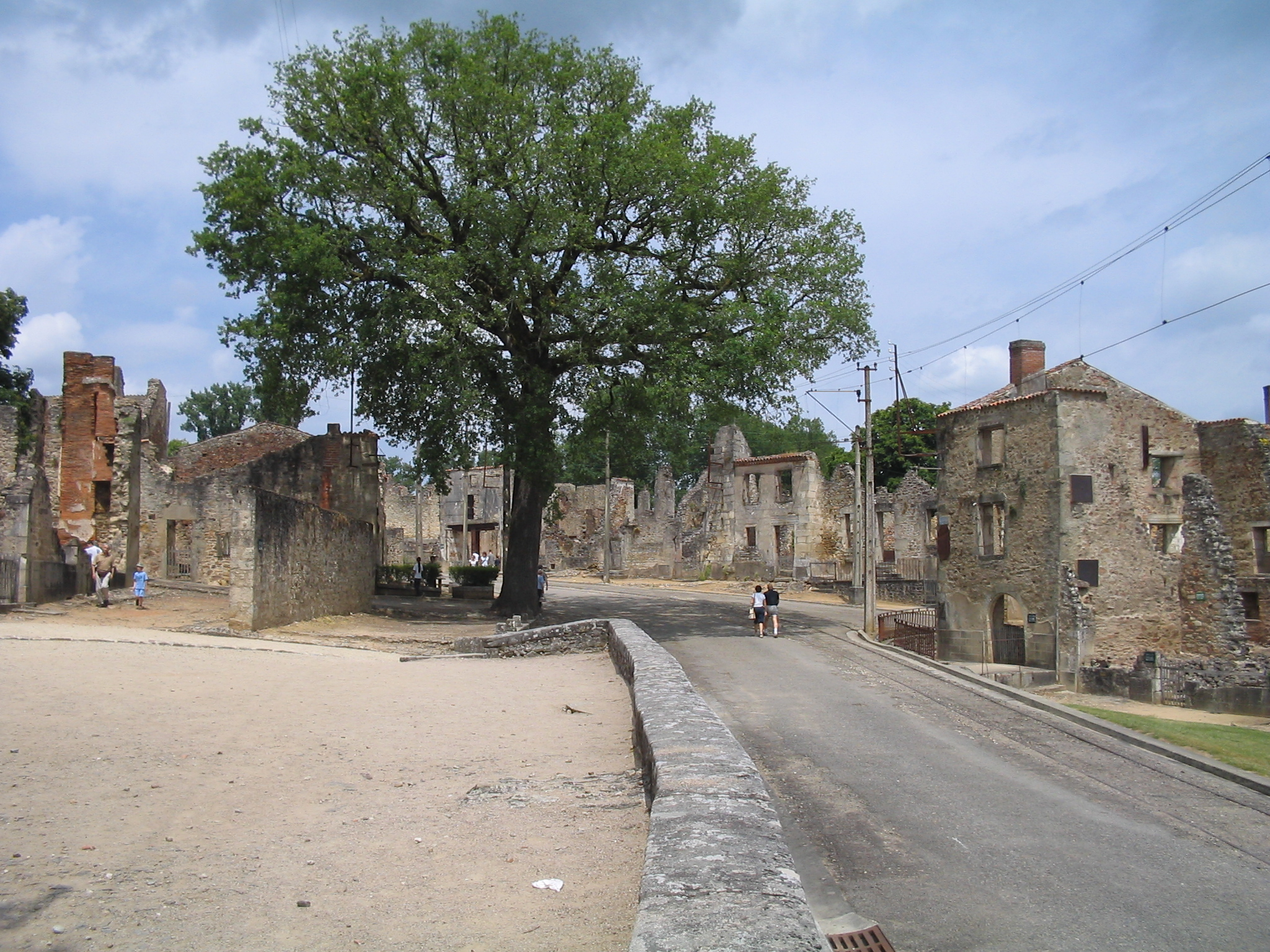
Einfahrt von Süden ins Ruinendorf

Das privat errichtete Denkmal auf dem Friedhof

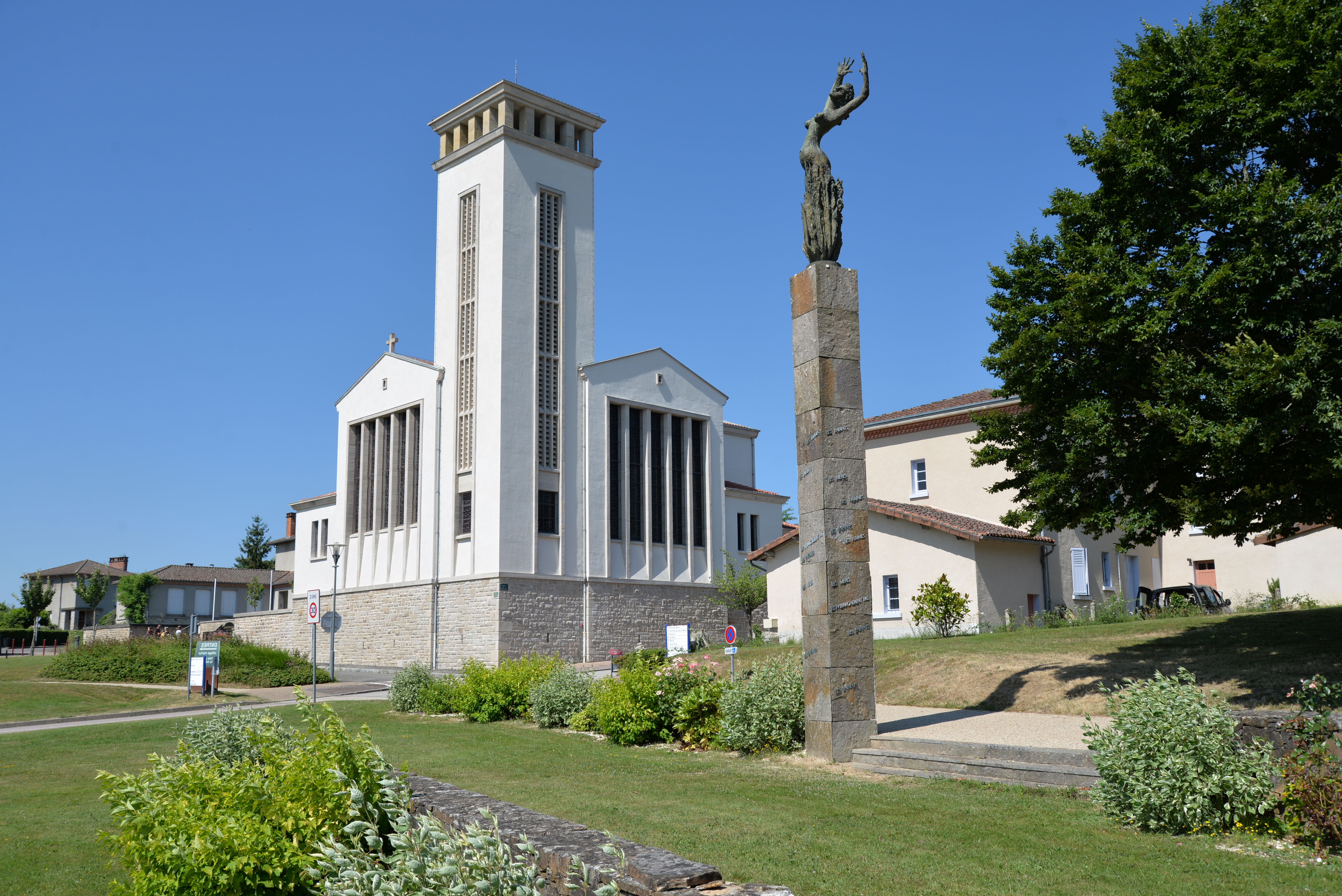
Das Denkmal neben der Kirche in Oradour-sur-Glane

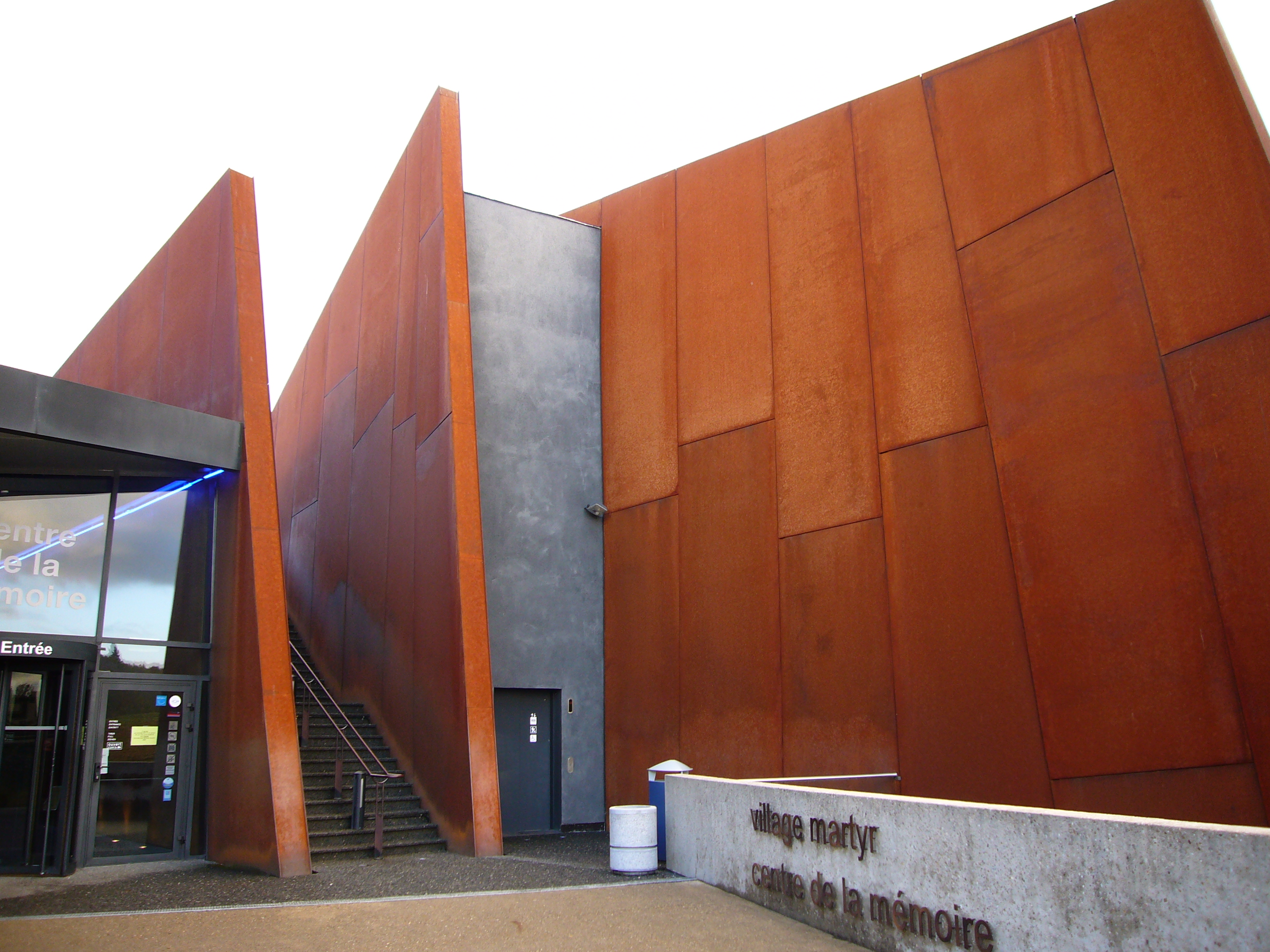
Centre de la mémoire

Das Gedenken an das Massaker wird in erster Linie vor Ort geleistet. Die als Denkmal erhaltenen Ruinen, der Friedhof, der die sterblichen Überreste der Opfer beherbergt, Denkmale sowie ein Dokumentationszentrum bilden ein Ensemble der Erinnerungskultur, das jährlich von fast 300.000 Besuchern aufgesucht wird. Hier finden auch Gedenkveranstaltungen statt.

### Das Ruinendorf
Am 28. November 1944 beschloss die Provisorische Regierung der Französischen Republik, die Ruinen von Oradour zu erhalten. Im März 1945 besuchte Charles de Gaulle die Ruinen. Er erklärte Oradour zu einem Ort, an dem jeder „das gemeinsame Unglück, den gemeinsamen Willen und die gemeinsame Hoffnung erkennt“. Die Erhaltung der Ruinen und der Wiederaufbau von Oradour-sur-Glane wurden 1946 in der Nationalversammlung per Gesetz beschlossen.
Die Ruinen sollten möglichst unverändert erhalten bleiben, jedoch waren einige Eingriffe nötig: Straßen wurden aufgeräumt, eine Umfriedungsmauer wurde errichtet, die Kirche und die Mauern einiger Häuser mussten vor der Witterung geschützt und einsturzgefährdete Ruinen stabilisiert werden. So entstand das bis heute zu besichtigende Ruinendorf. Im Französischen wird es als village martyr bezeichnet („Märtyrerdorf“).
Das neue Dorf Oradour-sur-Glane wurde direkt neben dem zerstörten Dorf aufgebaut, es grenzt nordwestlich an das Ruinendorf.

### Friedhof und Denkmale
Der Friedhof am nördlichen Rand des Ruinendorfs blieb bei der Auslöschung des Ortes am 10. Juni 1944 unbeschadet. Er zählt zu den meistbesuchten Friedhöfen in Frankreich. Meist wird er zum Abschluss der Besichtigung des Ruinendorfs besucht.
Nur bei 52 Ermordeten gelang die Identifizierung der Leiche. Sie fanden ihre letzte Ruhestätte in den jeweiligen Familiengräbern. Die anderen Ermordeten waren zu Asche oder bis zur Unkenntlichkeit verbrannt. Ihre Überreste konnten nicht mehr zugeordnet werden. Sie wurden in Sammelgräbern bestattet und später in ein Sammelgrab überführt, das Bestandteil eines Denkmals für die Opfer ist. Der Bau dieses Denkmals mitten auf dem Friedhof wurde von der Vereinigung der Opferfamilien 1953 in Auftrag gegeben und privat finanziert.
Dem Friedhof vorgelagert ist ein anderes, 1953 fertiggestelltes Denkmal, das vom Staat finanziert wurde. Die Krypta dieses Denkmals sollte ursprünglich als Sammelgrab für die Opfer des Massakers dienen, das staatliche Denkmal wurde aber von der Vereinigung der Opferfamilien nach der Amnestie von 1953 abgelehnt. Die Krypta blieb mehr als 20 Jahre lang ungenutzt. Seit 1974 werden in der Krypta Gegenstände aus dem Besitz der Opfer ausgestellt, beispielsweise Uhren und Personalausweise.
Ein weiteres Denkmal für die Opfer des Massakers befindet sich neben der Kirche im heutigen Ort Oradour-sur-Glane.

### Centre de la mémoire
Zwischen dem alten und dem neuen Ort Oradour wurde im Jahr 1999 ein Erinnerungs- und Dokumentationszentrum eröffnet, das Centre de la mémoire.

### Besuche deutscher Bundespräsidenten
Am 4. September 2013 besuchte Bundespräsident Joachim Gauck als erstes deutsches Staatsoberhaupt gemeinsam mit Frankreichs Staatspräsident François Hollande das Dorf im Rahmen eines Staatsbesuchs.
Mit einer Geste der Versöhnung gedachten die Präsidenten der Gräueltaten: Hand in Hand ließen sich Gauck und Hollande das Massaker von Robert Hébras schildern.
Der Besuch wird in Frankreich in einer Linie mit dem Handschlag von Verdun, zu dem sich 1984 der damalige Staatspräsident François Mitterrand und der damalige Bundeskanzler Helmut Kohl trafen.
Zum 80. Jahrestag des Massakers am 10. Juni 2024 besuchten der französische Staatspräsident Emmanuel Macron und der deutsche Bundespräsident Frank-Walter Steinmeier Oradour-sur-Glane. In seiner Ansprache, die er auf Französisch hielt, drückte Steinmeier seine Beschämung darüber aus, dass die Täter in der Bundesrepublik nicht bestraft wurden. Deutschland habe dadurch eine zweite Schuld auf sich geladen.

### Briefmarken

Französische Wohltätigkeitsmarke (1945)

Anlässlich des ersten Jahrestages der Zerstörung von Oradour-sur-Glane erschien 1945 in Frankreich eine Wohltätigkeitsmarke (Michel-Nr. 734, Auflage 4,5 Millionen). Sie zeigt im Vordergrund zwei SS-Soldaten und im Hintergrund die brennende Kirche von Oradour.
Im Briefmarken-Jahrgang 1966 der Deutschen Post der DDR erschien in der Reihe Internationale Mahn- und Gedenkstätten eine 25-Pfennig-Briefmarke zur „Gedenkstätte Oradour sur Glane“, so der Text am seitlichen Rand (Michel-Nr. 1206, Auflage 7 Millionen). Sie zeigt im Vordergrund das private Mahnmal in Oradour, im Hintergrund die französischen Nationalfarben Blau-Weiß-Rot sowie unten Ruinen von Oradour und ein großes Kreuz.

### Benennung des Lagers Oradour
Ein Lager für Zwangsarbeiter, die im Bergwerk Schwaz in Tirol für die Rüstungsproduktion arbeiten mussten, wurde ab 1945 von der französischen Besatzungsmacht in ein Internierungslager für Nationalsozialisten aus dem Bezirk Schwaz umgewandelt. Dieses Entnazifizierungslager wurde im Gedenken an das Massaker „Lager Oradour“ genannt.

## Künstlerische Rezeption
Fernsehen
- Die Geschehnisse in Oradour-sur-Glane wurden 1973–74 in der britischen Fernsehdokumentationsserie Die Welt im Krieg beschrieben. Die erste und die letzte Episode (#1, Ein neues Deutschland und #26, Erinnerungen) zeigen Luftaufnahmen des zerstörten Dorfes sowie Fotografien der Opfer, die auf ihren Gräbern erscheinen.
- Das Massaker wird in der Folge Overlord der britischen Fernsehserie World War II in Colour (2010) erwähnt.

Film
- Le Vieux Fusil (1975, „Das alte Gewehr“ oder „Abschied in der Nacht“) ist ein französisch-deutscher Spielfilm von Robert Enrico mit Philippe Noiret und Romy Schneider basierend auf dem Massaker von Oradour. Für westdeutsche Kinos wurden Alternativ-Szenen gedreht, die besonders menschenverachtende Dialoge der Deutschen im französischen Original milderten und relativierten. Besonders brutale Szenen wurden entfernt. In der DDR kam der Film unzensiert in die Kinos.
- Der Spielfilm Une Vie avec Oradour (dt. Ein Leben mit Oradour), wurde im September 2011 in Frankreich veröffentlicht.[118]
- Peter Ponnath übernahm das Musical Mademoiselle Marie (siehe unten) für den Film Mademoiselle Marie (2016),[119] der mit freundlicher Unterstützung der Nachkommen der Opfer zum Teil in der Nähe des Original-Schauplatzes in Frankreich gedreht wurde.[120]

Literatur
- In dem russischen Roman Der Sturm (1947, englische Übersetzung 1948) gibt Stalin Preis-Gewinner Ilja Ehrenburg eine fiktionalisierte, aber detaillierte Beschreibung des Massakers (Teil vi, Kapitel a), die den Ort und die verantwortliche SS-Einheit nennt.
- 2013 veröffentlichte Helen Watts One Day in Oradour, eine auf den Ereignissen von 1944 basierenden Kurzgeschichte.
- Ethan Mordden schrieb 2015 One Day in France, eine auf den Ereignissen von 1944 basierenden Kurzgeschichte. Sie vermischt wahre Ereignisse mit fiktiven Figuren und bewegt sich zwischen Oradour und dem nahen Limoges.

Musik
- Der Song Tiny Hands (Au Revoir) (2014) von Silent Planet beschreibt das Massaker in Oradour-sur-Glane durch die Augen von Madame Marguerite Rouffanche, der einzigen Überlebenden des Kirchenmassakers.[121]

Musical
- Das Musical Mademoiselle Marie (2015) von Fritz Stiegler (Idee und Text) und Matthias Lange (Musik) thematisierte die Nachkriegszeit (1955), das Schicksal von Kriegsgefangenen und die Folgen des Massakers. Ein 90-jähriger Überlebender aus Oradour besuchte gemeinsam mit dem Bürgermeister der Stadt eine Aufführung der Laienspielgruppe der Cadolzburger Burgfestspiele und würdigte sie als „Botschaft für Versöhnung und Toleranz“.[122] 2017 folgten, auf französische Einladung, zwei Aufführungen des Original-Musicals in der Sporthalle des neuen Ortes Oradour-sur-Glane,[123] die von Besuchern, Politikern und Presse mit Emotionen und Begeisterung sowie als ein Zeichen der Völkerfreundschaft aufgenommen wurden.[124]

## Galerie
Aufnahmen von 2004

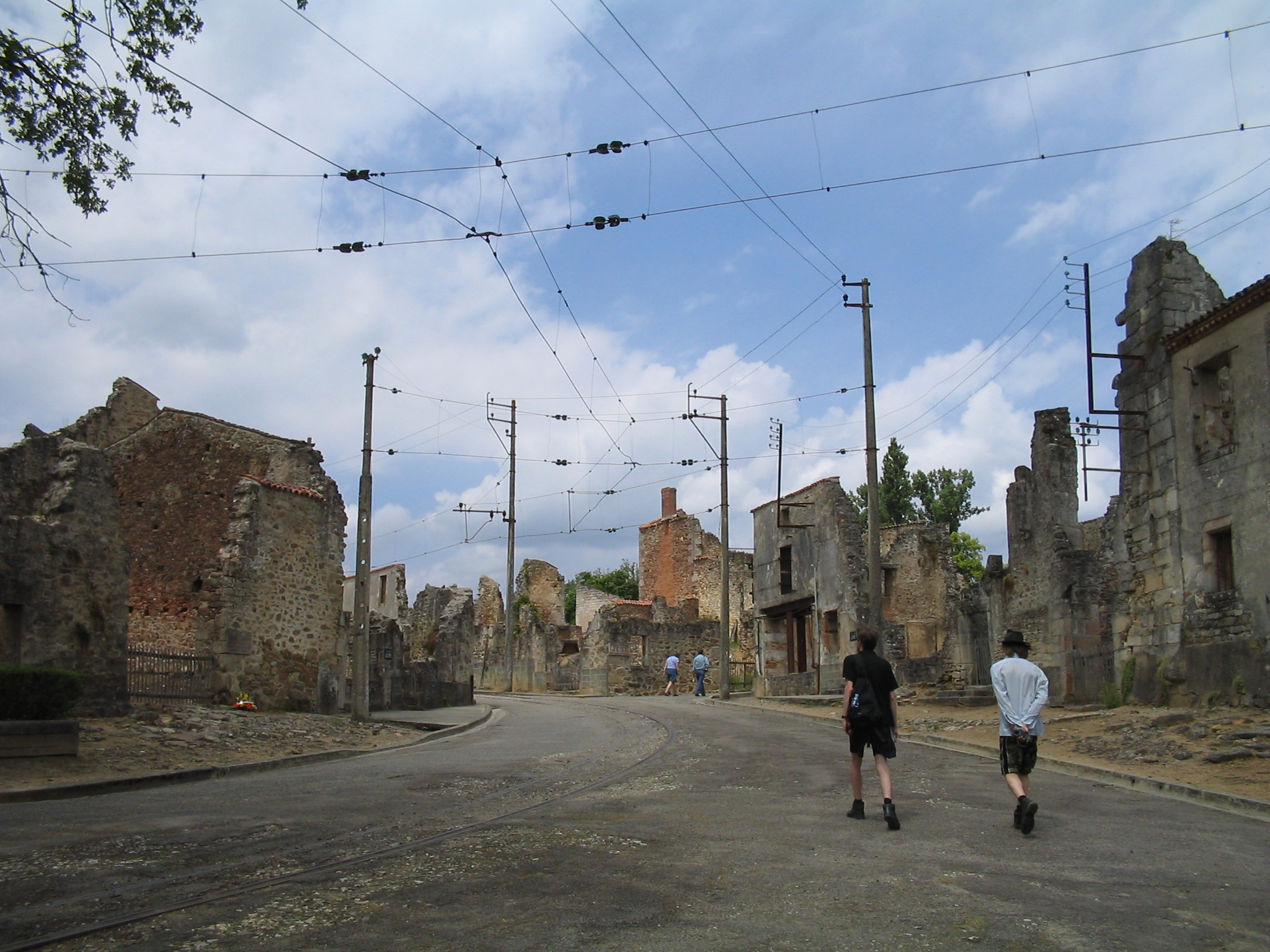
Zerstörte Hauptstraße mit Resten der Straßenbahn
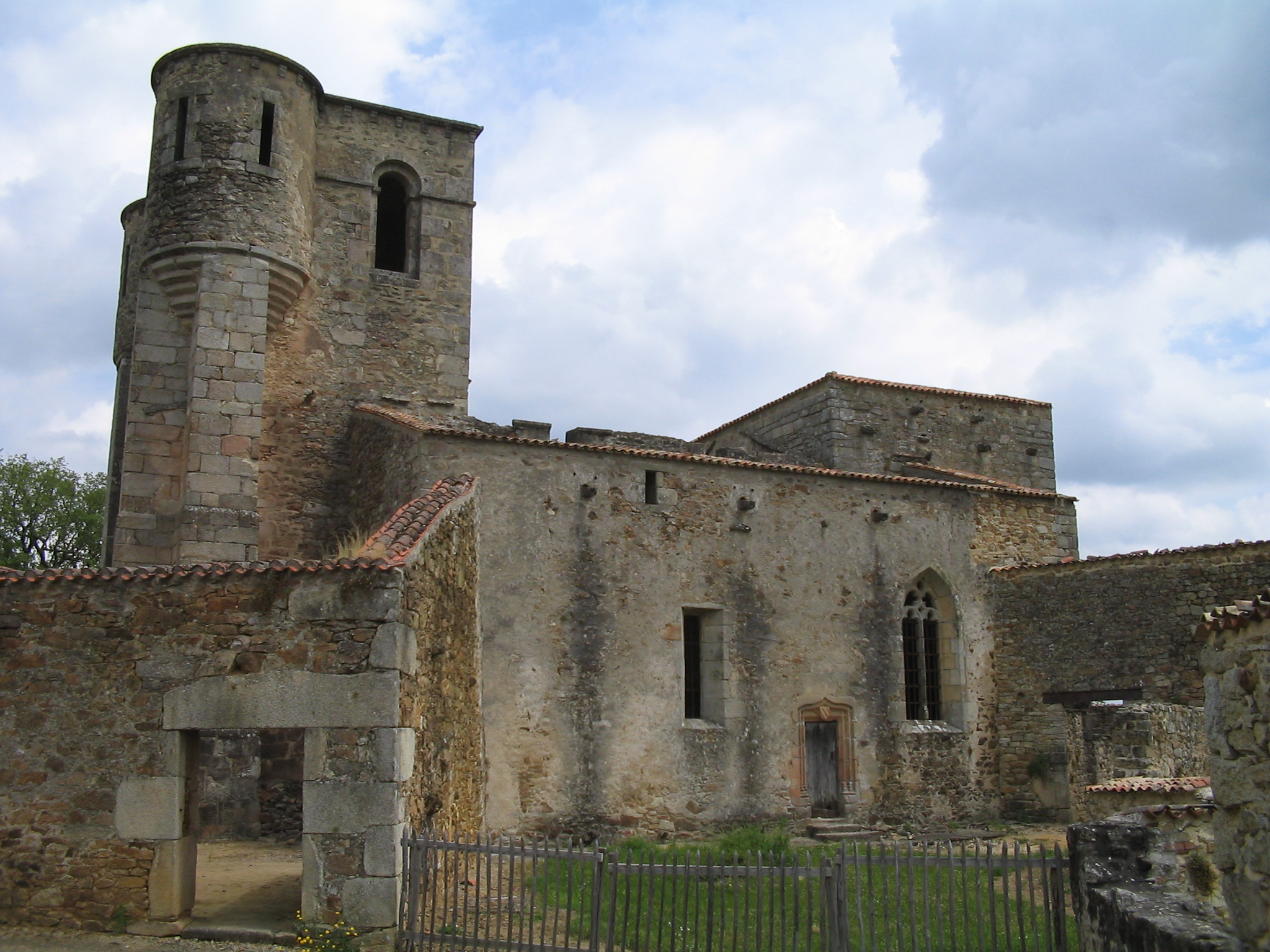
Die Ruine der Kirche
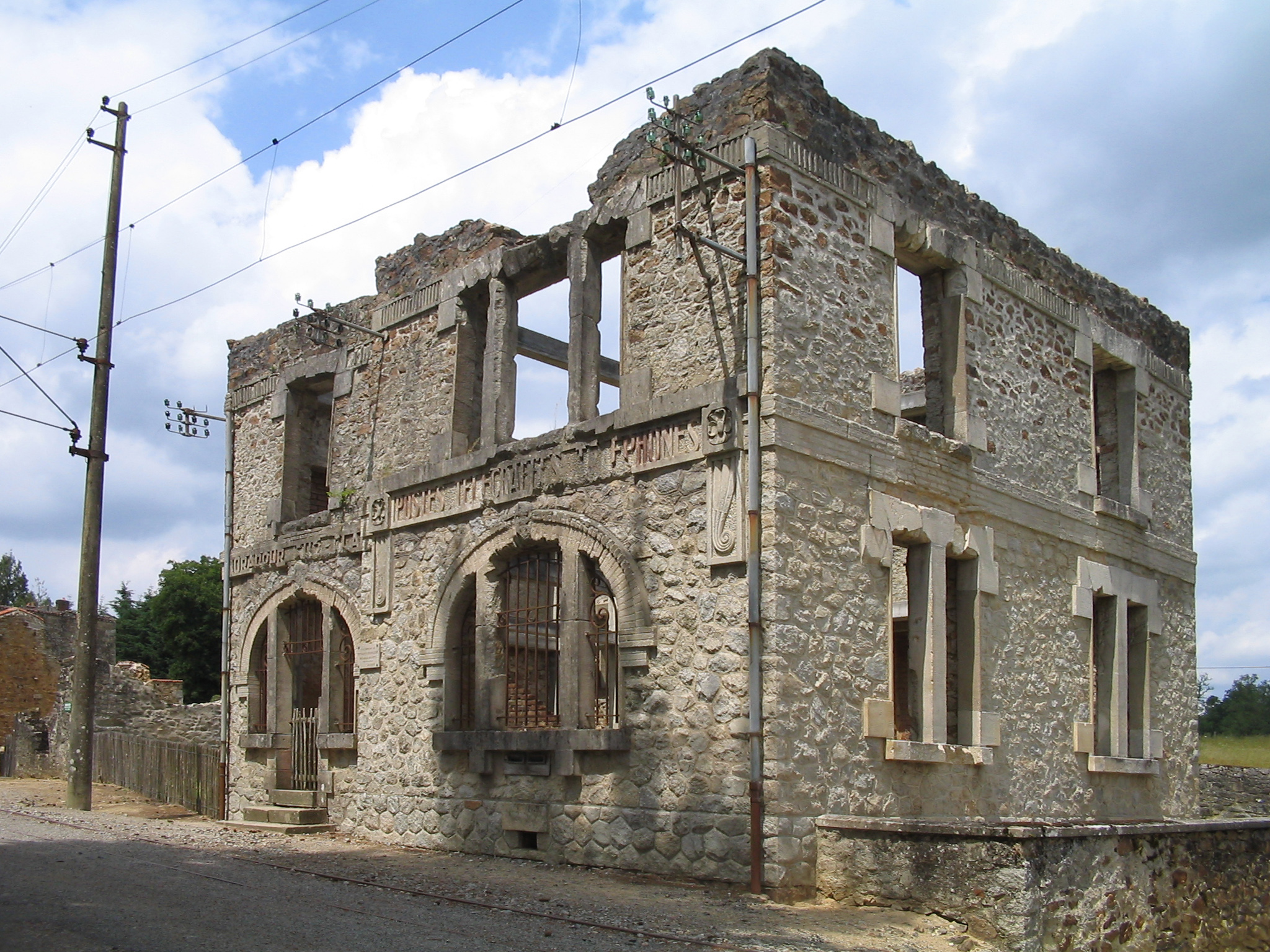
Die ehemalige Post
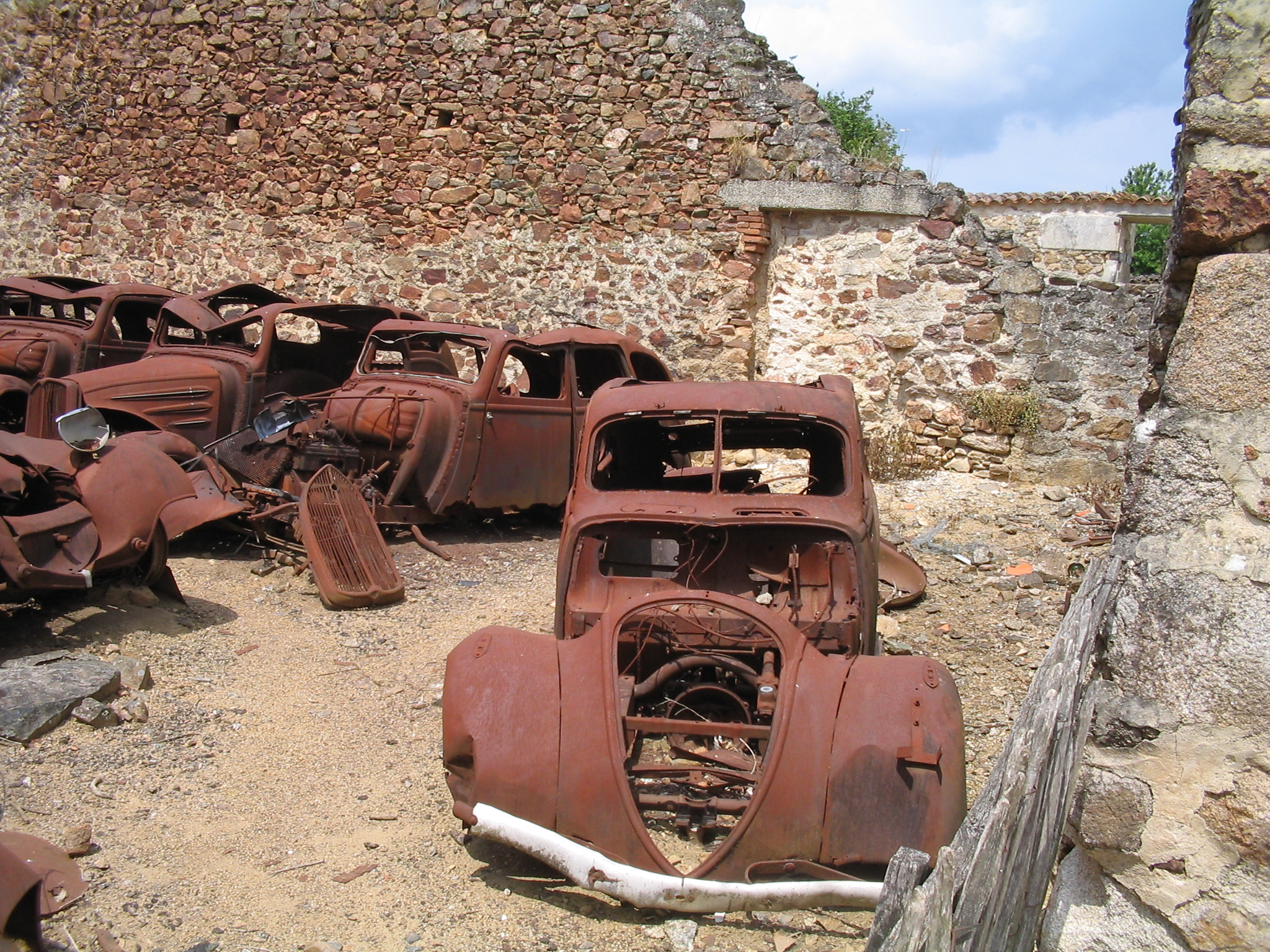
Ausgebrannte Autos in einer ehemaligen Werkstatt
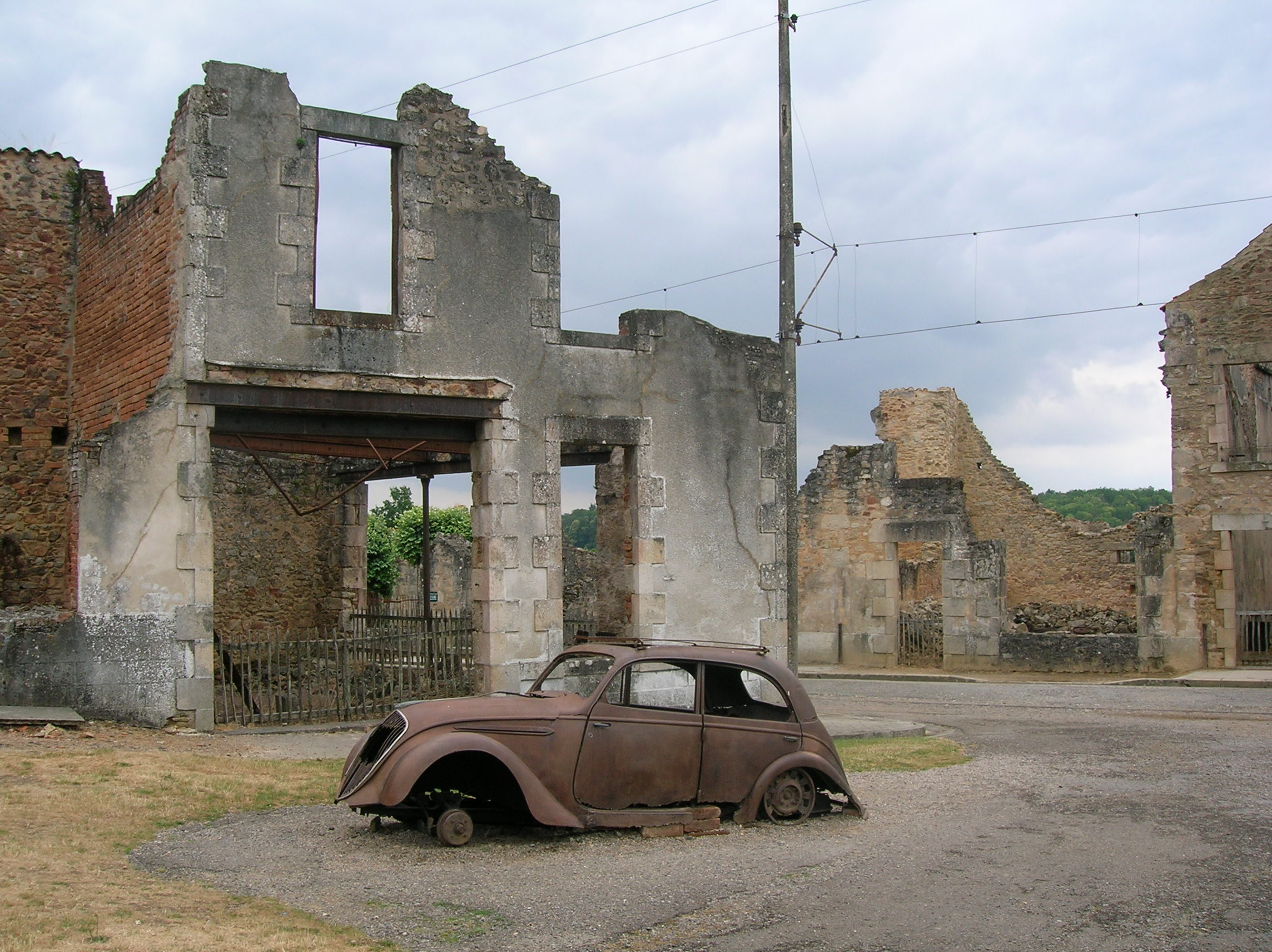
Ein Peugeot 202 auf dem Marktplatz